# Liste der Straßen in Essen-Kray
Die Liste der Straßen in Essen-Kray beschreibt das Straßensystem im Essener Stadtteil Kray mit den entsprechenden historischen Bezügen.

## Einführung und Überblick
In Essen-Kray leben 19922 Einwohner (30. September 2022) auf einer Fläche von 4,17 km². Kray hat die Postleitzahlenbezirke 45307 und 45309.
Am 9. Mai 1894 wurde in Kray durch Beschluss der Gemeinde die Straßenbenennung eingeführt. Jedoch folgte die Einbeziehung der ursprünglichen Häusernummerierung in das Namenssystem der Straßen erst ab 1. November 1898. Als Straßennamengruppe entstand später die Nibelungensiedlung.
Die Stadtteilgrenze verläuft im Uhrzeigersinn im Norden beginnend grob folgendermaßen:
 Die Bonifaciusstraße, die Straße Kappertsiepen, der Teutoburger Weg, die Portendieckstraße, die Straße Vogelsangsberg, dann nördlich, östlich und südlich um den Mechtenberg herum und weiter zur Grimbergstraße, die Ottostraße und die Bundesautobahn 40 querend zur Munscheidstraße, nach Westen abknickend die Rodenseelstraße querend, weiterer Verlauf über die Bahnstrecke Essen – Bochum bis zur Wattenscheider Straße, weiter über der Straße Schreibzeile, die Meistersingerstraße querend zur Straße Lohdieckweg, der Straße Zum Oberhof, dem Steeler Pfad, dem Abtissinsteig und weiter über die Bahnstrecke südwestlich um das Gewerbegebiet Zeche Katharina herum, die Straße Am Zehnthof, die Autobahn 40 und die Hubertstraße querend weiter westlich der Straße Morgensteig zur Bonifaciusstraße.
In Kray gibt es 141 benannte Verkehrsflächen, darunter zwei Plätze.
 Diese Straßen befinden sich dabei nur teilweise im Stadtteil:
 Äbtissinsteig, Achternbergstraße, Am Zehnthof, Auf´m Berg, Berkenberg, Berkenhölzken, Bonifaciusstraße, Hubertstraße, Im Beckmannsfeld, Krayer Straße, Lohmühlental, Meistersingerstraße, Mörgekenweg, Morgensteig, Munscheidstraße, Ottostraße, Portendieckstraße, Rodenseelstraße, Rotthauser Straße, Schönscheidtstraße, Wattenscheider Straße und Zu den Brembergskotten.
Durch den Stadtteil Kray verläuft
- die Bundesautobahn 40
- die Landesstraße L191 auf der Schönscheidtstraße von Steele und der Straße Am Zehnthof weiter in Frillendorf
- die Landesstraße L643 auf der Krayer Straße von Steele und der Rotthauser Straße weiter in Gelsenkirchen

## Liste der Straßen
Die nachfolgende Tabelle gibt eine Übersicht über die Straßen und Wege im Stadtteil mit entsprechenden Informationen.
- Name: aktuelle Bezeichnung der Straße.
- Länge/Maße in Metern:
 Die in der Übersicht enthaltenen Längenangaben sind gerundete Übersichtswerte, die in Google Earth mit dem dortigen Maßstab ermittelt wurden. Sie dienen Vergleichszwecken und werden, sofern amtliche Werte bekannt sind, ausgetauscht und gesondert gekennzeichnet.
 Der Zusatz (im Stadtteil) gibt an, dass die Länge die des Straßenabschnitts innerhalb des Stadtteils ist, da die Straße in benachbarte Stadtteile weitergeführt wird.
 Der Zusatz (ohne Stichstraßen) gibt bei verzweigten Straßen die Länge der „Hauptstraße“ an.
 Der Zusatz (alle Straßenabschnitte zusammen) gibt an, dass die Straße so verwinkelt ist, dass keine „Hauptstraße“ besteht. Stattdessen wird die Länge aller Straßenabschnitte zusammengezählt.
- Herleitung: Ursprung oder Bezug des Namens
- Datum der Benennung: amtliche Erstbenennung
- Anmerkungen: zusätzliche Informationen
- Bild: Foto der Straße oder eines anliegenden Objekts

| Name                      | Länge/Maße (in Metern)                | Herleitung                                                         | Datum der Benennung | Bemerkungen | Bild                                     |
| ------------------------- | ------------------------------------- | ------------------------------------------------------------------ | ------------------- | --- | ---------------------------------------- |
| Äbtissinsteig             | 250 (im Stadtteil)                    | Franziska Christine von Pfalz-Sulzbach, Essener Fürstäbtissin      | 20. Nov. 1937       | Die Essener Fürstäbtissin Franziska Christine von Pfalz-Sulzbach residierte oft am Fuße des Knottenbergs. Im dortigen Waisenhaus liegt ihre letzte Ruhestätte. Der Äbtissinsteig hatte in Teilen und teils abweichenden Verläufen in der Vergangenheit mehrere Namen: 1890 teilweise Knottenberg und Eickenscheider Weg, 1894 Knottenbergstraße, 1905 Moltkestraße (Verlauf im Nachbarstadtteil Kray), 1909 Stoppenberger Straße und zuletzt 1929 Am Knottenberg. Dabei trug zeitweise die heutige Schönscheidtstraße zwischen Äbtissinsteig und Buschstraße den Namen Äbtissinsteig. Heute verläuft der Äbtissinsteig von der Eisenbahnstrecke nach Norden, quert die Schönscheidtstraße und bildet bis zum Abzweig der Straße Woldrüggen die Stadtteilgrenze zu Steele. Von dort führt er in Steele weiter. | Äbtissinsteig; links Steele, rechts Kray |
| Achternbergbredde         | 100                                   | Bredde, ein zum Haus Achternberg gehöriges Grundstück              | 20. Nov. 1937       | Die zum Haus Achternberg gehörige Bredde, ein Grundstück von 26½ Morgen Größe, wurde unter anderem 1750 von der Essener Jesuitenresidenz erworben. Die Straße Achternbergbredde, die zuvor Kreftenscheerstraße hieß, verbindet im Krayer Norden die Schwarzbachstraße mit der Kolibristraße. |                                          |
| Achternbergstraße         | 85 (im Stadtteil)                     | Haus Achternberg, ehemaliges Rittergut                             | 1. Nov. 1896        | Die nach dem ehemaligen Rittersitz benannte Achternbergstraße, die zwischen dem 11. Dezember 1931 und dem 21. November 1968 Achter"m"bergstraße genannt wurde, berührt Kray auf einem Teilstück östlich der Rotthauser Straße, wobei sie in diesem Verlauf die Grenze zu Gelsenkirchen bildet. | Haus Achternberg                         |
| Am Bocklerbaum            | 430                                   | Bocklerbaum, Lagebezeichnung                                       | 12. Juli 1929       | Eine Flur namens Bocklerbaum ist nicht belegt. In der Landmatrikel von 1668 ist lediglich der Begriff Beckerbuam genannt. Die Straße am Bocklerbaum verlief ursprünglich vom Pramenweg nach Nordosten auf die heutige Straße am Zehnthof. Am 20. November 1937 wurde sie weiter nach Norden bis zur Krayer Straße verlängert. Dieses Teilstück war ursprünglich Teil der Straße Am Kiwitt, ab 1929 der Kiwittstraße. | Am Bocklerbaum (rechts)                  |
| Am Heimbusch              | 180                                   | Heimbusch, Flurname                                                | 2. Juli 1958        | In der Mutterrolle von 1827 wird der Heimbusch erwähnt. In der Mutterrolle sind nebeneinander die Schreibweisen Heinebusch, Heidebusch und Heimbusch zu finden, Die Straße Am Heimbusch ist eine westliche Stichstraße der Schönscheidtstraße. |                                          |
| Am Kalverkämpchen         | 300                                   | Kalverkämpchen, Flurname                                           | 12. Juli 1929       | Die Straße Am Kalverkämpchen, die ursprünglich Bergstraße hieß, führt von der Schönscheidtstraße in östlicher Richtung auf den Steeler Pfad. |                                          |
| Am Kampenbusch            | 250                                   | Kampenbusch, Flurname                                              | 5. Juli 1950        | Die Flur Am Kämpenbusch wird in der Mutterrolle von 1826 genannt. Die Straße Am Kampenbusch führt südlich von der Munscheidstraße ab und nach einem Bogen wieder auf diese zurück. |                                          |
| Am Luftschacht            | 480                                   | ehemaliger Luftschacht der Zeche Katharina                         | 19. Mai 1976        | Die Straße Am Luftschacht ist nach dem ehemaligen Luftschacht (Hercules, Schacht IV) der Zeche Katharina benannt. Er erreichte eine Teufe von 322 Metern. Die Straße Am Luftschacht führt östlich der Schönscheidtstraße auf die Straße Hängebank. | Am Luftschacht                           |
| Am Mechtenberg            | 1030                                  | Mechtenberg, Erhebung                                              | 13. Sep. 1988       | Siehe auch Landschaftspark Mechtenberg. Die Straße Am Mechtenberg, die zuvor Bonifaciusstraße hieß, führt vom Bonifaciusring in östlicher Richtung zur Stadtgrenze nach Gelsenkirchen. Heute heißt eine andere Straße in Kray Bonifaciusstraße. |                                          |
| Am Mörgeken               | 90                                    | Mörgeken, Flurname                                                 | 3. März 1935        | Der Flurname Mörgeken bedeutet kleiner Morgen. Die Straße Am Mörgeken verbindet die Straße Auf´m Berg mit der Kellinghausstraße. |                                          |
| Am Pumpwerk               | 100                                   | Lage am Pumpwerk                                                   | 8. Juli 2003        | Die Benennung erfolgte in Anlehnung an durch Rückstau entstandene Wasserschäden in der Wohnsiedlung am Imhoffweg. 1999 entstand bei Starkregen ein Rückstau, dem ein Stromausfall folgte. Daraufhin fielen die Pumpen zur Abführung des Abwassers im Pumpwerk aus. Nach Einrichtung einer neuen Stromversorgung des Pumpwerks ist eine solche Gefahr gebannt. Die Straße Am Pumpwerk ist eine östliche Stichstraße der Rotthauser Straße. |                                          |
| Am Rundblick              | 90                                    | Lage mit Rundblick                                                 | 12. Juli 1929       | Die erhöhte Lage der Straße erlaubt einen Rundblick. Die Straße Am Rundblick verbindet die Straße Zum Oberhof mit der Straße am Kalverkämpchen. |                                          |
| Am Technologiepark        | 780 (ohne Stichstraßen)               | Industrie und Wirtschaft                                           | 18. Mai 1999        | Das Gewerbegebiet Hubert wird durch diese Straße über die Schönscheidtstraße an die neue Anschlussstelle Frillendorf-Süd an die Bundesautobahn 40 angeschlossen. Die Eröffnung war jedoch erst im November 2014. Die Straße Am Technologiepark verläuft nördlich der Autobahn 40 und verbindet den Franz-Fischer-Weg mit der Schönscheidtstraße. |                                          |
| Am Zehnthof               | 1630 (im Stadtteil)                   | Oberhof Eickenscheidt                                              | 20. Nov. 1937       | Die Benennung erfolgte in Anlehnung an den Oberhof Eickenscheid, der 860 erstmals urkundlich erwähnt wird. 1332 ist im Kettenbuch vermerkt, dass 136 Unterhöfe dazu gehörten, die nicht zum Stift Essen, sondern weiter nach Westfalen hinein reichten. Der zuletzt 119 Morgen große Hof wurde 1927 von einer Interessengemeinschaft, bestehend aus der Gemeinde Kray und dem Allbau, von den Erben Eickenscheidt erworben. Auf Krayer Flur hieß die Straße zuvor Eickenscheidter Straße. Auf Frillendorfer Flur trug die dort zuvor so genannte Wisthoffstraße bereits seit 1933 den Namen Am Zehnthof. Die Straße Am Zehnthof führt von der Krayer Straße in westlicher Richtung zur Schönscheidtstraße und von da als Teil der Landesstraße L 191, weiter nach Frillendorf. | Am Zehnthof 224                          |
| Auf dem Kolfen            | 120                                   | Kolfen, Flurname                                                   | 27. Juni 191?       | In der Landmatrikel von 1668 steht, dass Johan Ridder ein Dreiviertel Morgen Feldland auf´m Kolfen besitzt. Die Straße Auf dem Kolfen verbindet die Straße Osterkamp mit der Rodenseelstraße. |                                          |
| Auf der Gehre             | 100                                   | Gehre, Flurname                                                    | 3. Juli 1956        | In der Landmatrikel von 1668 steht, dass zu Beckhovens Pertinentien ein Stück von einem Dreiviertel Morgen gehört, genannt auff der Gehre. Die Straße Auf der Gehre verbindet die die Straße Schollenbroich mit der Riddershofstraße. |                                          |
| Auf´m Berg                | 580 (ohne Stichstraßen)               | Auf´m Berg, Flur- und Hofname                                      | 3. März 1953        | In der Landmatrikel von 1668 steht: Johan opm Bergh seye allein ein bloßer Pfachter des Haußes und Bauer und habe Johan Ridderdas landt davon unter. 1795 wird ein Guth Aufm Berge genannt, dass in des Ridders Guth zu Krei gehörig ist und vom Tagelöhner Christian Fahrkotten bewohnt wird. Die Straße Auf´m Berg zweigt in südwestlicher Richtung von der Kellinghausstraße ab, quert den Gedlingeweg und endet dann als Sackgasse. |                                          |
| Barbarastraße             | 90                                    | Lage nördlich der St.-Barbara-Kirche                               | 9. Mai 1894         | 1897 wurde die im neugotischen Stil errichtete, katholische St.-Barbara-Kirche konsekriert. Die Barbarastraße ist eine östliche Stichstraße der Krayer Straße. | St.-Barbara-Kirche                       |
| Bartlingstraße            | 270                                   | Bartling, Lehngut                                                  | 2. Jan. 1901        | Die Benennung lehnt sich an das fürstlich-essendische Lehngut Bartling an. Der Sohn des Hofraths und Landreceptors Franz Jobst von Cocy, Franz Joseph von Cocy, war am 24. Januar 1782 Letztbelehnter. In der Landmatrikel von 1668 werden der Aufsitzer Georg Bertelich und der etwa 56 Morgen große Hof erwähnt. Der ganze Bauer Bartling und der Hofrat von Cocy als Eigentümer werden 1795 genannt. 1833 löste der Verwaltungsrat von Cocy den Allodifikationszins ab, wobei der Hof 107 Morgen groß war. Aus den vorhandenen Gewinnbriefen geht hervor, dass Familie Bartling ein erhebliches Nutzungsrecht auf dem Hof besaß. Auf dem Gebiet des Hofs begann die Zeche Bonifacius 1857 mit der Abteufung des ersten Schachts. Sie wurde in den 1980er Jahren stillgelegt. Die Bartlingstraße verbindet die Straße Im Beiseling mit der Leither Straße. | Bartlingstrasse 8                        |
| Beekerwerth               | 200                                   | Beekerwerth, Steinkohlenbergwerk                                   | 20. Nov. 1937       | Das Steinkohlenbergwerk Beekerwerth bei Ruhrort, richtige Schreibweise Beeckerwerth, gehörte zur Gelsenkirchener Bergwerks-AG. Nachdem sich die ursprünglich nach Buchstaben sortierte Straßenbenennung der Bergarbeiterkolonie der Zeche Bonifacius als unzweckmäßig erwies, wurden die Straßen überwiegend nach Zechen benannt, die, wie die Zeche Bonifacius, zur Gelsenkirchener Bergwerks-AG gehörten. Die Straße Beekerwerth, die in der ursprünglichen Bergarbeiterkolonie zunächst E-Straße genannt wurde, verbindet die Straße Kappertsiepen mit der Bonifaciusstraße. |                                          |
| Berkenberg                | 260 (im Stadtteil)                    | Berkenberg, Flurname                                               | 14. Nov. 1935       | In der Landmatrikel von 1668 steht: Der Hof Unterberg in Kray hat in Pfachtung 12 Morgen, so auf Berkenberg gelegen. Die Straße Berkenberg, die zuvor teilweise Hubertstraße hieß, zweigt östlich von der Straße Morgensteig ab und führt in nördlicher Richtung weiter in Schonnebeck. |                                          |
| Berkenhölzken             | 150 (im Stadtteil)                    | Berkenhölzken, Flurname                                            | 20. Nov. 1937       | Die nach einer alten Flur benannte Straße Berkenhölzken, die zuvor Zechenstraße hieß, zweigt westlich der Joachimstraße ab, wobei sie die Grenze zu Schonnebeck bildet. Dann zweigt sie nach Norden ab und führt dort weiter. |                                          |
| Blittersdorfweg           | 330                                   | Blittersdorf, Familienname                                         | 20. Nov. 1937       | Der Name der Familie Blittersdorf tauchte erstmals im 17. Jahrhundert in Essen auf. Mit der Heirat der Brüder Adam und Johann von Blittersdorf mit den beiden Schwestern Anna und Gertrud aus der reich begüterten Familie von Sevenar wurde umfangreicher Grundbesitz erlangt. Der Blittersdorfweg, der zuvor Theodorstraße hieß, verbindet den Korthover Weg mit der Krayer Straße. | Blittersdorfweg 6                        |
| Bonifaciusring            | 620                                   | Zeche Bonifacius                                                   | 13. Mai 1986        | Die ringförmig angelegte Straße dient der Erschließung des Gewerbegebiets Bonifacius. Der Name ist an die einstige Zeche angelehnt. Der Bonifacuiusring zweigt südlich der Mechtenbergstraße ab und führt wieder auf diese zurück. | Lohnhalle der Zeche Bonifacius           |
| Bonifaciusstraße          | 1550 (im Stadtteil)                   | Grubenfeld Bonifacius                                              | 9. Mai 1894         | Die Straße wurde nach dem Grubenfeld Bonifacius der Zeche Bonifacius benannt. Ursprünglich gehörte die heutige Straße Am Mechtenberg bis 1988 zur Bonifaciusstraße. Die Bonifaciusstraße führt heute von der Fichtelstraße in westlicher Richtung weiter nach Schonnebeck, wobei sie zwischen der Straße Kappertsiepen und der Joachimstraße die Stadtteilgrenze bildet. Von dort bis auf Schonnebecker Gebiet hieß sie bis 1936 Hellweg. |                                          |
| Braukloh                  | 240                                   | mundartliche Form für Bruchwald                                    | 25. Feb. 1937       | Die Benennung nach der mundartlichen Form für Bruchwald erinnert an den Diekenbroich. Er befand sich an dieser Stelle und gehörte zum Haus Dieck oder Portendieck in Schonnebeck. Die Straße Braukloh, die zuvor Girondellenstraße hieß, führt von der Schwarzbachstraße in nördlicher Richtung zur Straße Vogelsangsberg. |                                          |
| Brembergstraße            | 280                                   | Bremberg, Name eines Kottens                                       | vor 1903            | Der kleine und der große Brembergskotten gehörten vermutlich ursprünglich zum Haus Horst. Hugo von Schüren zu Horst verkaufte 1667 das Gut Brengenberg mit Fischteich und dabei liegendem Köttgen an den Essendischen Geschichtsschreiber Hiltrop. Von ihm gingen beide Kotten an eine Familie Rodtberg über. 1732 kaufte das katholische Pastorat in Steele die Kotten zugunsten der Pastor-Melchior-Schmit’schen Anniversarienstiftung. Die Aufsitzer Laurenz Helf gen. Bremberg und der Löher Bremberg werden 1795 erwähnt. 1832 pachteten die Eheleute Heinrich Kost gen. Bremberg und Gertrud Fegeler die beiden Kotten. Dieses Verhältnis wurde 1847 in Erbpacht umgewandelt. Die Brembergstraße zweigt südlich der Wattenscheider Straße ab, quert die Straße Beckhove und endet südlich als Stichstraße. |                                          |
| Brunhildenstraße          | 320                                   | Brünhild in der Nibelungensage                                     | 26. Jan. 1906       | Die Brunhildenstraße liegt in der sogenannten Nibelungensiedlung und führt von der Kriemhildenstraße in westlicher Richtung zum Burgundenweg und endet danach als Sackgasse. |                                          |
| Buderusstraße             | 130                                   | Buderus-Eisenwerke, Wetzlar                                        | 20. Nov. 1937       | Am 23. Mai 1919 beschloss die Buderus-Generalversammlung, die zuvor käuflich erworbene und 1898 von Albert Eckenberg gegründete "Westdeutsche Eisenwerke Aktiengesellschaft" in Kray mit Buderus zu verschmelzen. Als Röhrengießerei lag das Krayer Werk 1914 in Deutschland an vierter Stelle und beschäftige dabei rund 500 Mitarbeiter. Das Krayer Werk kam unter der Leitung von Buderus wegen des Einmarsches französischer und belgischer Truppen im Zuge der Ruhrbesetzung 1923 zwischenzeitlich zum Erliegen. Am 31. Dezember 1971 wurde es schließlich stillgelegt. Die Buderusstraße, die ursprünglich Ludwigstraße hieß, ist eine westliche Stichstraße der Marienstraße. |                                          |
| Bürkenweg                 | 270                                   | Bürker, Name eines Kottens                                         | 23. Jan. 1957       | Der Kotten lag auf schonnebecker Gebiet nah an der Grenze zu Kray. In der Mutterrolle von 1864 ist Johann Bürker als Eigentümer genannt. 1896 wurde der Kotten Eigentum der Gewerkschaft der Zeche Königin Elisabeth in Frillendorf. Der Bürkenweg ist eine nördliche Stichstraße der Straße Dutzendriege. |                                          |
| Burgundenweg              | 330                                   | Volk der Burgunden im Nibelungenlied                               | 23. Jan. 1957       | Der Burgundenweg, der zuvor Im Geld hieß, liegt in der sogenannten Nibelungensiedlung und verbindet die Brunhildenstraße mit der Krayer Straße. |                                          |
| Dickstraße                | 240                                   | Henry Dick, Bergingenieur                                          | 8. Juni 1909        | Der Bergingenieur Henry Dick wurde 1832 geboren. Er leitete ab 1879 die Zeche Bonifacius. Nachdem diese in die Gelsenkirchener Bergwerks-AG überging wurde er 1899 deren Direktor und von 1908 bis zu seinem Tode Mitglied im Aufsichtsrat. Er starb am 6. Dezember 1915 in Berlin. Die Dickstraße verläuft in der Zechensiedlung der Zeche Bonifacius östlich parallel der Fichtelstraße und hat im Norden und Süden eine Verbindung auf diese. |                                          |
| Diekschenbroich           | 330                                   | Diekschenbroich, Flurname                                          | 20. Nov. 1937       | In der Mutterrolle von 1827 ist der Name Diekschenbroich erwähnt. Er bezieht sich auf das Haus Dieck, dessen Eigentümer der Freiherr von Hövel war. Die Straße Diekschenbroich, die zuvor die Namen Ziegelstraße und Sonnenscheinstraße trug, ist eine südliche Stichstraße der Schwarzbachstraße. |                                          |
| Dorstfelder Straße        | 360                                   | Dorstfeld, Stadtteil von Dortmund                                  | 25. Juni 1953       | Die Dorstfelder Straße war zuvor Teil der Dortmunder Straße. Sie verbindet heute nördlich parallel der Bundesautobahn 40 die Straße Vierhandbank mit der Schönscheidtstraße. |                                          |
| Dutzendriege              | 380                                   | Art der Bebauung                                                   | 20. Nov. 1937       | Die Straße ist nur auf nördlicher Seite bebaut. Dort stehen zwölf, also ein Dutzend Häuser in einer Riege (=Reihe). Der Namensvorschlag soll von den Anwohnern herrühren. Die Straße Dutzendriege, die zuvor Eisenstraße hieß, verbindet den Zingelpfad mit dem Morgensteig. | Dutzendriege                             |
| Eckenbergstraße           | 570                                   | Albert Eckenberg, Industrieller                                    | 25. Feb. 1937       | Albert Eckenberg wurde am 1. April 1857 in Essen geboren. Er gründete 1898 die "Westdeutsche Eisenwerke Aktiengesellschaft" in Kray, die er bis 1915 leitete. Vier Jahre später gingen sie in den Buderuswerken auf. Zudem war Eckenberg langjähriges Mitglied im Krayer Gemeinderat. Er starb am 26. Januar 1916 in Essen. Die Eckenbergstraße, die zuvor Teil der Friedrichstraße war, führt von der Ernststraße in nördlicher Richtung in ein Gewerbegebiet. |                                          |
| Erinweg                   | 200                                   | Zeche Erin in Castrop-Rauxel                                       | 20. Nov. 1937       | Die Zeche Erin in Castrop-Rauxel wurde 1887 von der Gelsenkirchener Bergwerks-AG erworben. Nachdem sich die ursprünglich nach Buchstaben sortierte Straßenbenennung der Bergarbeiterkolonie der Zeche Bonifacius als unzweckmäßig erwies, wurden die Straßen überwiegend nach Zechen benannt, die, wie die Zeche Bonifacius, zur Gelsenkirchener Bergwerks-AG gehörten. Der Erinweg, der in der ursprünglichen Bergarbeiterkolonie zunächst B-Straße genannt wurde, verbindet die Straße Kappertsiepen mit der Bonifaciusstraße. |                                          |
| Ernststraße               | 230                                   | Friedrich Ernst Eickenscheidt, Landwirt                            | 6. Sep. 1897        | Friedrich Ernst Eickenscheidt, genannt Fritz, wurde am 17. Dezember 1859 in Kray geboren. Um 1900 errichtete er in Kray mehrere Häuser an neu erschlossenen Straßen, die nach ihm und seinen Geschwistern benannt wurden. Insgesamt erhielten sieben Straße deren Namen, wovon nur die Namen der Ernst- und der Marienstraße nach der Umbenennungswelle 1937 bis heute fortbestehen. Fritz Eickenscheidt starb am 20. September 1941 in der Gemeinde Malbergen bei Osnabrück. Die Ernststraße verbindet die Straße Hängebank mit der Kiwittstraße. Bis 1986 war die heutige Straße Hängebank Teil der Ernststraße. |                                          |
| Fichtelstraße             | 370                                   | August Fichtel, Bergwerksdirektor                                  | 8. Juni 1909        | August Fichtel wurde am 1. April 1823 in Sprockhövel geboren. Er arbeitete 1858 als Bergmann bei der Abteufung der der Zeche Bonifacius mit. Im Laufe der Jahre stieg er aufgrund seiner Fähigkeiten zum technischen Direktor der Gesellschaft auf. Zudem wurde er wegen seiner langjährigen und verdienstvollen Tätigkeit als Krayer Gemeinderat zum Ehrenbürger von Kray ernannt. August Fichtel starb am 7. Februar 1902 in Bochum. Die Fichtelstraße liegt in der Siedlung der Zeche Bonifacius und führt von der Bonifaciusstraße in nördlicher Richtung auf das nördliche Ende der Dickstraße. |                                          |
| Fischweiher               | 510                                   | Fischteich des Hofes Husmann                                       | 25. Feb. 1937       | Namensgebend ist der bereits 1551 in Rechnungen des Stifts Essen erwähnte Fischteich des östlich der Straße gelegenen Hofes Husmann, der vom Schwarzbach durchflossen wurde. Er war Heimat vieler Karpfen und diente dem Damenstift Essen zur Versorgung. Die Straße Fischweiher, die zuvor in Teilen Josefstraße und Siepenstraße hieß, zweigt östlich der Straße Vierhandbank ab und mündet in einem nördlichen Bogen auf die Hubertstraße. |                                          |
| Friedenstraße             | 90                                    | Lage am Kommunalfriedhof                                           | 27. Juni 1910       | 1904 wurde der Kommunalfriedhof in der Gemeinde Kray angelegt. Die Friedenstraße liegt am östlichen Ende der Siegfriedstraße und erschließt den Kommunalfriedhof. |                                          |
| Fünfhandbank              | 620                                   | Fünfhandbank, Name eines Kohlenflözes                              | 25. Feb. 1937       | Die Straße Fünfhandbank bildet einen südlichen Bogen von der Hubertstraße, die Straße Fischweiher querend und wieder auf diese zurück. |                                          |
| Gantenbergstraße          | 100                                   | Gantenberg, Hofname                                                | 15. März 1912       | 1850 kaufte der Ackersmann Franz Gantenberg aus Hochlaer bei Recklinghausen den bis dahin sogenannten Wortmannhof. Dieser wird bereits 1364 genannt, als Johan Sceynke gewisse Zehnten und Stücke Landes mit Hugo von der Horst gegen die Hälfte des Gutes toi Wurde zu Kreye tauschte. In der Landmatrikel von 1668 sind Claes in der Wortt und das Wortmansguth genannt, dabei war der Hof 16 Morgen groß. Als Vicarie Savatoris wurde er in der Münsterkirche zu Essen bezeichnet. Der Pferdekotten Wortmann wird 1795 genannt und vom Holzschuhmacher Hermann Hackmann bewohnt. Dabei war Canonicus Devens der Eigentümer. Die Gantenbergstraße, die zuvor Höhenstraße hieß, ist eine nördliche Stichstraße des Guntherwegs. |                                          |
| Gedingeweg                | 650                                   | Gedinge, Entlohnungsart im Bergbau                                 | 9. Okt. 1946        | Der Gedingeweg, der zuvor die Namen Johannesstraße und Thyssenweg trug, führt von der Rotthauser Straße zur Kellinghausstraße. Am 3. März 1953 wurde er in südwestlicher Richtung bis zur Straße Kruckenkamp verlängert. |                                          |
| Grimbergstraße            | 160 im Stadtteil                      | Grimberg, Lehngut                                                  | 3. Mai 1903         | Das einstige fürstlich-essendische Lehngut Grimberg gehörte bis 1402 einer Familie Monst. Über die Familien von Schell, Scobbe, Knipping, Plettenberg und Ovelacker ging er in den Besitz der Familie Nesselrode über. In der Landmatrikel von 1668 werden der Aufsitzer Heinrich Schulte zum Altengrimberg und der 89 Morgen große Hof erwähnt. 1795 treten der ganze Bauer Schulte und die Familie Herrestorff in Köln als Grundherren auf. 1801 kaufte Maria Agnes Schulte Grimberg geborene Grosfeld den Hof mit lehnsherrlichem Consens von Franz v. Herwegh an. Sie übertrug ihn damit gleichzeitig auf ihren Sohn Heinrich. In der Mutterrolle von 1866 ist der Ökonom Philipp Theodor Grimberg zu Leythe als Eigentümer genannt. 1914 ging der Hof an die Gelsenkirchener Bergwerks-AG. Die Grimbergstraße führt vom Korthover Weg in östlicher Richtung zur Elsterbuschstraße. Sie wurde am 2. Februar 1959 bis zur Lange Straße verlängert. |                                          |
| Große Wiese               | 150                                   | Große Wiese, Flurname                                              | 20. Nov. 1937       | Der Flurname Große Wiese wird in den Mutterrollen von 1827 und 1866 genannt. Die Straße Große Wiese, die zuvor Bismarckstraße hieß, ist eine nördliche Stichstraße der Bonifaciusstraße. | Große Wiese                              |
| Grüne Aue                 | 90                                    | Aue, Vegetationsform                                               | 12. Juli 1929       | Eine einst östlich der Straße geplante Grünanlage inspirierte zur Namensgebung. Die Straße Grüne Aue verbindet die Kiwitt- mit der Ernststraße. |                                          |
| Guntherweg                | 220                                   | Gunther, König der Burgunden in der Nibelungensage                 | 2. Juli 1958        | Der Guntherweg liegt in der sogenannten Nibelungensiedlung, führt vom Burgundenweg in östlicher Richtung und endet als Sackgasse. An dieser Stelle gab es bereits die Ridderstraße, die jedoch 1937 aufgehoben wurde. |                                          |
| Hängebank                 | 340                                   | Hängebank, Vorrichtung und Einbauten im Fördergebäude beim Bergbau | 13. Mai 1986        | Die Straße Hängebank war zuvor westlicher Teil der Ernststraße. Aus Gründen der öffentlichen Sicherheit und Ordnung wurde dieser Abschnitt umbenannt. Die Straße Hängebank zweigt in westlicher Richtung von der Ernststraße ab und führt nach einem südlichen Knick auf die Straße Am Zehnthof. | Hängebank                                |
| Hattingstraße             | 110                                   | Hatting, Name eines Kotten                                         | um 1900             | In der Landmatrikel von 1668 ist Wirich Hattingh als Aufsitzer des 18 Morgen großen Kottens genannt. Er war in den Oberhof Eickenscheidt abgabepflichtig. Der Pferdekötter Hatting wird 1795 erwähnt, ebenso die Grundherrschaft der Vicarie BMV in Steele. In der Mutterrolle von 1866 findet man den Landwirt Theodor Heinrich Hatting als Eigentümer genannt. Die Hattingstraße ist eine südliche Stichstraße der Hubertstraße. |                                          |
| Heinrich-Sense-Weg        | 670                                   | Heinrich Sense, Steiger und Heimatkundiger in Kray                 | 20. Nov. 1937       | Heinrich Sense wurde am 28. Januar 1831 in Kray geboren. Er war Steiger auf der Zeche Bonifacius und betrieb nebenbei Gastwirtschaften in Kray. Zudem beteiligte er sich aktiv am kommunalen und kirchlichen Leben und erlangte Ansehen als Heimatkundiger und Gelegenheitsdichter. Heinrich Sense starb am 10. Oktober 1896 in Kray. Der Heinrich-Sense-Weg, der zuvor der nördliche Teil der Karlstraße war, zweigt am Bahnhof Essen-Kray Nord nördlich der Krayer Straße ab, führt westlich des Krayer Marktes vorbei und endet vor der Bundesautobahn 40 als Sackgasse. | Heinrich-Sense-Weg 25                    |
| Helmutstraße              | 140                                   | Helmuth, Name eines Grubenfelds                                    | vor 1877            | Das Grubenfeld Helmuth wurde 1897 von der Gewerkschaft Ver. Bonifacius erworben. Die Helmutstraße verbindet die Bonifaciusstraße mit dem Gedingeweg. |                                          |
| Hermann-Köster-Weg        | 110                                   | Hermann Köster, Gewerkschafter                                     | 12. März 1991       | Hermann Köster wurde am 5. Oktober 1857 in Kleve geboren. Er war Stadtverordneter, Gewerkschaftsführer und Ehrenvorsitzender des Gewerkvereins christlicher Bergarbeiter und starb am 12. November 1920 in Essen. Der Hermann-Köster-Weg ist eine südliche Stichstraße der Portendieckstraße. |                                          |
| Hubertstraße              | 1310 (im Stadtteil)                   | Schachtanlage Hubert der Zeche Königin Elisabeth                   | 1. März 1901        | Hubert war der Vorname des aus Düsseldorf stammenden Gewerken und Bankiers Rommel (1830–1907). Die 1897 in Betrieb gegangene und nach ihm benannte Schachtanlage Hubert war die dritte der Zeche Königin Elisabeth. Vor 1901 trug die heutige Straße Berkenberg den Namen Hubertstraße. Dann wurde der Bereich zwischen der Krayer- und der Joachimstraße zur Hubertstraße. Am 15. Januar 1936 wurde der Name auch für den in westlicher Richtung verlaufenden Straßenabschnitte übernommen, der zuvor zur Essener Straße gehörte. Die Hubertstraße zweigt von der Krayer Straße ab und führt in westlicher Richtung weiter in Frillendorf. | Hubertstraße 309                         |
| Hubertweiche              | 160                                   | angelehnt an nahegelegene Eisenbahnweichen                         | 15. Jan. 1936       | In der Begründung der Straßenbenennung von 1936 heißt es: Die kurze Wegstrecke "weicht" von der Hubertstraße und umgekehrt von der Joachimstraße spitzwinklig ab. Einen Steinwurf weit nach Norden leitet eine Weiche den Eisenbahnanschlussverkehr auf dem Schienenweg nach Schacht Hubert über. Zudem klingt das Grundwort auch an die vielen Weichen im angrenzenden Rangierbahnhof Kray Nord an. Die Straße Hubertweiche, die zuvor Teil der Essener Straße war, zweigt nördlich der Hubertstraße ab und führt auf die Joachimstraße. |                                          |
| Im Beckmannsfeld          | 370 (im Stadtteil)                    | Beckmannsfeld, zum Hof Beckmann gehöriges Feld                     | 12. Juli 1929       | Der Hof Bekmann in Kray war Eigentum der sogenannten Münsterkirchenfabrik in Essen. Eine erste urkundliche Erwähnung findet sich 1473. In der Landmatrikel von 1668 sind der Aufsitzer Dietherich Beckmann und der rund 35 Morgen große Hof genannt. 1795 findet man den ganzen Bauer Beckmann. Die Straße Im Beckmannsfeld, die ursprünglich Bachstraße hieß, zweigt südlich der Wattenscheider Straße ab und endet als Sackgasse im Nachbarstadtteil Leithe. |                                          |
| Im Beiseling              | 190                                   | Beiseling, Flurname                                                | 23. Feb. 1954       | Die Flur Beiseling bezeichnet eine Binsenwiese. Dieses Land gehörte zum Hof Nettelnbusch. In der Landmatrikel von 1668 ist die Schreibweise Bießeling zu finden. Die Straße Im Beiseling verbindet die Bartlingstraße mit der Ottostraße. |                                          |
| Im Breiksken              | 110                                   | Breiksken, Flurname                                                | 12. Juli 1929       | In der Mutterrolle von 1827 findet sich die Bezeichnung Breiksken. Vermutlich müsste richtig Bröksken (= kleiner Bruch) heißen. Die Straße Im Breiksken, die ursprünglich Schützenstraße hieß, verbindet die Schöllerkampstraße mit der Krayer Straße. |                                          |
| Im Dreischlag             | 200 (ohne Stichstraßen)               | Im Dreischlag, Geländebezeichnung                                  | 31. März 1955       | Das einst zum östlich gelegenen Hof Husmann gehörige Gelände wurde im Sinne der Dreifelderwirtschaft bearbeitet. Aus diesem Grund wurde es nach Aufzeichnungen des Hofs Husmann mit Im Dreischlag bezeichnet. Die Straße Im Dreischlag verbindet in einem südöstlichen Winkel die Straßen Vierhandbank und Fischweiher. |                                          |
| Imhoffweg                 | 370                                   | Karl Imhoff, Bauingenieur und Pionier der Abwassertechnik          | 20. Nov. 1937       | Der Imhoffweg führt in einem westlichen Bogen von der Rotthauser Straße wieder auf diese zurück. |                                          |
| In den Berken             | 65                                    | Flurname, In den Berken                                            | 13. Okt. 1953       | Die Straße In den Berken ist eine westliche Stichstraße der Straße Berkenberg |                                          |
| Jacob-Weber-Straße        | 160                                   | Jacob Weber, Krayer Bürgermeister                                  | 15. Juli 1954       | Jacob Weber war ab 1923 ehrenamtlicher, und später besoldeter Beigeordneter. Zwischen dem 3. März 1925 und der Eingemeindung von Kray zur Stadt Essen 1929 war er letzter Bürgermeister von Kray. Die Jacob-Weber-Straße verbindet die Straße Zum Gutswald mit der Schönscheidtstraße. |                                          |
| Joachimstraße             | 1340                                  | Schachtanlage Friedrich Joachim, Zeche Königin Elisabeth           | 6. Nov. 1897        | Die Schachtanlage Friedrich Joachim, die zur Zeche Königin Elisabeth gehört und östlich der Joachimstraße liegt, wurde 1872 in Betrieb genommen. Namensgebung war der Repräsentant Friedrich Joachim Bruns (1807 bis 1869) aus Werden. Das wurde in einer Gewerkenversammlung am 28. Januar 1869 beschlossen. Die Joachimstraße, deren östlichster Teil bis 1937 Schulstraße hieß, zweigt westlich der Krayer Straße ab, quert den Heinrich-Sense-Weg, führt südlich der Bahnstrecke Essen–Gelsenkirchen nach Westen und überführt diese, wobei die Joachimstraße in nördlicher Richtung weiterführt und ab der Straße Berkenhölzken bis zur Bonifaciusstraße die Grenze zu Schonnebeck bildet. |                                          |
| Kamblickweg               | 550                                   | Kamblick, Flurname                                                 | 20. Nov. 1937       | In der Landmatrikel von 1668 steht: Claeß in der Wordt besitzt einen halben Morgen Feldland noch auf´m Kamblick. Der Kamblickweg, der ursprünglich in Teilen Josephinenstraße (bis 1937) und Osterfeldstraße (bis nach 1955) hieß, führt von der Krayer Straße in östlicher Richtung und nördlich parallel der Bundesautobahn 40 zum Korthover Weg, wobei er vor diesem als Sackgasse endet. Das Krayer Rathaus befindet sich an dieser Straße. | Kamblickweg 5                            |
| Kappertsiepen             | 550                                   | Zum Hof Kappert gehöriger Siepen                                   | 14. Dez. 1948       | Die Benennung nimmt Bezug auf den zum Hof Kappert gehörigen Siepen. Um 1864 war der Landwirt Wilhelm Kappert Aufsitzer des Hofs Bartling. 1890 veräußerte seine Witwe den Hof an die Gelsenkirchener Bergwerks-AG. Die Straße Kappertsiepen verbindet die Bonifaciusstraße in einem nördlichen Winkel mit dem Lohbergweg, wobei sie zwischen Bonifaciusstraße und Erinweg die Grenze zu Schonnebeck bildet. |                                          |
| Karmelitenweg             | 90                                    | Lage am Konvent der Unbeschuhten Karmeliten                        | 3. Juni 1965        | Das 1962 gegründete Konvent lag auf dem alten Husmannshof in Kray in einem umgebauten Wohnhaus und einem Wirtschaftsgebäude. Die Witwe Franziska Husmann schenkte den Hof dem Orden. Dieses erste Kloster der Unbeschuhten Karmeliten, das nach der Säkularisation 1803 nördlich des Mains errichtet worden war, wurde 1969 wieder aufgegeben. Der Karmelitenweg ist eine südliche Stichstraße der Straße Fischweiher. |                                          |
| Kellinghausstraße         | 570                                   | Kelling, Hofname                                                   | um 1911             | Bei dem Hof Kelling handelt es sich um den alten Hof Kray. In der Landmatrikel von 1668 sind der Aufsitzer Peter zu Kray und der 33 Morgen große Hof genannt. 1795 wird der Mittelbauer Krei erwähnt. Das Hospital in Essen war Eigentümer. 1845 heiratete Josef Schulte-Kellinghaus aus Kirchhellen in den Hof ein. Der Hof ging 1897 auf die Bergwerksgewerkschaft Bonifacius über, die später an die Gelsenkirchener Bergwerks-AG kam. Die Familie Kellinghaus wanderte nach Nebraska (USA) aus. Die Kellinghausstraße zweigt südlich der Bonifaciusstraße ab und führt in einem Bogen nach Osten auf die Rotthauser Straße. |                                          |
| Kiwittstraße              | 410                                   | Kiwitt, Flurname                                                   | 20. Nov. 1937       | In der Landmatrikel von 1668 steht: Dietherich Beckmann besitzt Feldland langs Eickenscheidter Kiwit nach dem Beckerbaum schließendt. Die Kiwittstraße verbindet die Eckenbergstraße mit der Krayer Straße. Ursprünglich hieß sie zwischen Eckenberg- und Marienstraße Maxstraße und zwischen Marien- und Krayer Straße Am Kiwitt. |                                          |
| Kleine Schönscheidtstraße | 300                                   | Hof Schulte-Schönscheidt                                           | 31. März 1955       | Die Benennung erfolgte in Anlehnung an die benachbarte Schönscheidtstraße. Die Kleine Schönscheidtstraße führt als nördliche Stichstraße der Straße Am Zehnthof in ein Gewerbegebiet. |                                          |
| Kolibristraße             | 120                                   | Kolibri, Name eines Grubenfelds                                    | 26. Sep. 1921       | Am 7. Oktober 1850 wurde die Gewerkschaft neuen Rechts ver. Colibri, später zum Mülheimer Bergwerks-Verein gehörig, aus den Längsfeldern Colibri (verliehen am 20. August 1845) und Stieglitz (verliehen am 8. Mai 1846) konsolidiert. Die Kolibristraße verbindet die Plaßhofsbankstraße mit der Straße Braukloh. |                                          |
| Korthover Weg             | 830                                   | Cordt, Hofname                                                     | 20. Nov. 1937       | Der Hof Cordt war ein Unterhof von Eickenscheidt. Im Kettenbuch von 1331 ist mansus Stypeldey to Kreye erwähnt, er wurde später Cordt genannt. In der Landmatrikel von 1668 sind der Aufsitzer Peter zu Kray modo Cuert und der 33 Morgen große Hof genannt. Die Witwe des Bauern Koert wird 1795 erwähnt, ebenso wird der Hof als fürstliches Behandigungsgut bezeichnet. Letztbehandigte war am 13. Dezember 1786 Anna Hedwig Langen und am 22. November 1773 ihr Ehemann Jören Vedder modo Kray. 1836 wurden die auf dem nun 79 Morgen großen Hof ruhenden fiskalischen Lasten abgelöst. Der Korthover Weg, der zuvor Kortstraße hieß, führt als südliche Verlängerung der Rotthauser Straße bis vor die Bundesautobahn 40, wo er als Stichstraße nach Osten abzweigt. | Korthover Weg 6                          |
| Kortwiese                 | 150                                   | Zum Hof Cordt gehörige Wiese                                       | 2. Sep. 1962        | In der Landmatrikel von 1668 steht, dass zur Corthove vorm Hoff eine Wiesche von eineinhalb Morgen gehört. Die Straße Kortwiese, die von 1897 bis 1937 südlicher Teil der Kortstraße und dann bis 1962 südlicher Teil des Korthover Wegs war, führt in gerader Verlängerung des heutigen Korthover Wegs nach Süden auf den Kamblickweg. |                                          |
| Krähenbusch               | 330                                   | Krähe, Vogel                                                       | 15. Juli 1954       | Es ist überliefert, dass sich hier um 1800 ein Buschgebiet mit vielen Krähennestern befand. Die Straße Krähenbusch führt von der Ottostraße in nördlicher Richtung zur Grimbergstraße. |                                          |
| Krayer Markt              | 120 × 40                              | Krayer Marktplatz                                                  | 14. Nov. 1935       | Auf dem Krayer Mark, der zuvor Am Markt genannt wurde, wird der Wochenmarkt abgehalten. Er befindet sich zwischen der Hubert-, der Joachimstraße und dem Heinrich-Sense-Weg. | Krayer Markt 8                           |
| Krayer Straße             | 1600 (im Stadtteil)                   | Ehemalige Bauerschaft Kray                                         | 15. Jan. 1936       | Es handelt sich um die Hauptstraße der einstigen Bürgermeisterei Kray-Leithe, die ab 1815 zur Bürgermeisterei Altenessen gehörte. Nach deren Teilung 1874 gehörte Kray zu Stoppenberg. 1906 trennten sich Kray und Leithe aus dem Amtsbereich Stoppenberg und bildeten die Bürgermeisterei Kray-Leithe, die 1920 die Gesamtgemeinde Kray bildete und schließlich 1929 zur Stadt Essen eingemeindet wurde. Noch vor 1896 bis 1924 trug die nördlich angrenzende Rotthauser Straße bereits den Namen Krayer Straße. Die heutige Krayer Straße, die auf Krayer Gebiet zuvor Hauptstraße hieß, führt aus Steele kommend vom Lohdiekweg in nordöstlicher Richtung, überführt die Bundesautobahn 40 über die landläufig sogenannte "Krayer Platte", und weiter bis auf den Korthover Weg. Dabei ist sie Teil der Landesstraße L643. | Krayer Straße 302                        |
| Kreulichweg               | 520 (alle Straßenabschnitte zusammen) | Kreulich, Familienname                                             | 14. März 2000       | Bernhard und Maria Kreulich (geborene Budziak) wurden am 28. Februar 1944 durch den zweiten Senat des Volksgerichtshofs zum Tode verurteilt. Grund war eine Unmutsäußerung, die Bernhard Kreulich während eines stationären Aufenthalts im Steeler Knappschaftskrankenhaus einem Mitpatienten gegenüber, der beide Söhne an der Ostfront verloren hatte, über die Lage an der Ostfront machte. Bernhard wurde am 13. Januar 1890 in Kray geboren. Er war auf Schacht Hubert der Zeche Königin Elisabeth als Fördermaschinist tätig. Nach Gefangenschaft im Ersten Weltkrieg kehrte er 1920 nach Kray zurück und heiratete die Verkäuferin Maria Budziak, die Tochter einer Bergarbeiterfamilie mit 16 Kindern. Sie wurde am 3. Oktober 1889 in Kray geboren und gehörte dem späteren Frauen- und Mütterverein der Pfarre St. Barbara an. Beide sympathisierten mit der Zentrumspartei. Der Kreulichweg bildet eine östliche Sackgasse der Schönscheidtstraße. |                                          |
| Kriemhildenstraße         | 202                                   | Kriemhild, Hauptfigur im Nibelungenlied                            | um 1921             | Die Kriemhildenstraße liegt in der sogenannten Nibelungensiedlung und verbindet die Siegfriedstraße mit der Brunhildenstraße. |                                          |
| Kruckenkamp               | 250                                   | Kruckenkamp, Flurname                                              | 3. März 1953        | In der Landmatrikel von 1668 ist erwähnt: Zum Hofe Unterberg gehört vorm Hoff der Krükenkamp. Die Straße Kruckenkamp verbindet die Straße Auf´m Berg mit dem Gedingeweg. |                                          |
| Leither Straße            | 450                                   | Leithe, einst selbständige Gemeinde                                | 9. Mai 1894         | Die Straße führte zur Gemeinde Leithe, die ab 1815 zur Bürgermeisterei Altenessen gehörte, ab 1906 mit Kray zusammen die Bürgermeisterei Kray-Leithe bildete und in diesem Verbund 1929 zur Stadt Essen eingemeindet wurde. Die Leither Straße verbindet den Kamblickweck in nördlicher Richtung mit der Krayer Straße. | Leither Straße 29                        |
| Lieversbank               | 270                                   | Lieversbank, Name eines Kohlenflözes                               | 21. Okt. 1938       | Die Straße Lieversbank ist eine westliche Stichstraße der Straße Morgensteig. |                                          |
| Lindenbergstraße          | 140                                   | Egon Lindenberg, Direktor der Zeche Bonifacius                     | 20. Nov. 1937       | Egon Lindenberg wurde am 26. Juli 1873 in Dortmund geboren und starb am 29. Januar 1918 ebenda. Er war Bergassessor und von 1905 bis 1918 Direktor der Zeche Bonifacius. Die Lindenbergstraße, die ursprünglich Christinenstraße hieß, verbindet den Gedingeweg mit der Bonifaciusstraße. |                                          |
| Lohbergweg                | 190                                   | Zeche Lohberg                                                      | 20. Nov. 1937       | Die Gewerkschaft Lohberg in Dinslaken, gehörte zur Gelsenkirchener Bergwerks-AG. Nachdem sich die ursprünglich nach Buchstaben sortierte Straßenbenennung der Bergarbeiterkolonie der Zeche Bonifacius als unzweckmäßig erwies, wurden die Straßen überwiegend nach Zechen benannt, die, wie die Zeche Bonifacius, zur Gelsenkirchener Bergwerks-AG gehörten. Der Lohbergweg, der in der ursprünglichen Bergarbeiterkolonie zunächst F-Straße genannt wurde, verbindet die Straße Kappertsiepen mit der Bonifaciusstraße. |                                          |
| Lohdiekweg                | 150                                   | Wall am Lohmühlenteich                                             | 15. Jan. 1936       | Der zunächst Grenzstraße, später Am Grenzgraben, genannte Lohdiekweg ist nach einem Wall bzw. einem Deich (niederdeutsch: Diek) am Lohmühlenteich benannt. Der Lohdiekweg verbindet die Krayer Straße mit der Straße Lohmühlental und bildet dabei die Grenze zu Steele. |                                          |
| Lohmühlental              | 90 (im Stadtteil)                     | Lohmühle, ehemalige Mühle in Kray                                  | 15. Jan. 1936       | Die Straße führte einst zur Lohmühle in Kray und hatte im Laufe der Zeit folgende Bezeichnungen: bis etwa 1900 Kleine Grenzstraße, dann Grenzstraße, 1909 Strickerstraße, 1929 Am Grenzgraben und von 1929 bis 1936 Am Lohdiek. Die Straße Lohmühlental führt etwa von der Straße Im Beckmannsfeld in südwestlicher Richtung bis zur Straße Lohdiekweg und weiter in Steele. |                                          |
| Lunemannsiepen            | 340                                   | Lunemannsiepen, Flurname                                           | 20. Nov. 1937       | In der Landmatrikel von 1668 steht, dass zum Hofe Lunemann der Lunemanß Seipen (mit) ungefähr vier Morgen gehört. Dabei gehörte der rund 77 Morgen große Hof Lunemann dem Hochgräflichen Kapitel. In der Mutterrolle von 1866 ist der Aufsitzer Heinrich Wember jun. genannt Lünemann als Erbpächter der Domaine erwähnt. 1927 wurde der Hof an die Bürgermeisterei Kray-Leithe veräußert. Die Straße Lunemannsiepen, die zuvor Siepenstraße hieß, verbindet in einem nordwestlichen Winkel die Straße Vierhandbank mit der Dorstfelder Straße. |                                          |
| Marienstraße              | 560                                   | Maria Eickenscheidt,                                               | um 1900             | Maria Eickenscheidt wurde am 24. Februar 1858 in Kray geboren. Um 1900 errichtete ihr Bruder Fritz Eickenscheidt in Kray mehrere Häuser an neu erschlossenen Straßen, die nach ihm und seinen Geschwistern benannt wurden. Insgesamt erhielten sieben Straße deren Namen, wovon nur die Namen der Ernst- und der Marienstraße nach der Umbenennungswelle 1937 bis heute fortbestehen. Maria Eickenscheidt starb am 19. April 1878 in Kray. Die Marienstraße führt von der Straße Am Zehnthof in nördlicher Richtung, quert die Kiwittstraße und endet vor der Bundesautobahn 40 als Sackgasse. Der Straßen abschnitt nördlich der Kiwittstraße gehörte bis 1937 zur Karlstraße, die damals, weit vor dem Bau der Autobahn, weiter nach Norden führte. |                                          |
| Mechtenbergstraße         | 210                                   | Mechtenberg, Hof- und Flurname                                     | 11. Mai 1903        | In der Landmatrikel von 1668 ist der Aufsitzer Dietherich Mechtenbergh und der rund zehn Morgen große Hof genannt. Ein Teil der Ländereien lag im Mechtenbergschen felt langs Dyckmans Landerey. Der Pferdekötter Mechtenberg und als Grundherrschaft das Canonichenkapitel in Essen werden 1795 genannt. 1863 zog die Familie Mechtenberg nach Königswinter. Größtenteils gingen die Ländereien durch Kauf an den Dickmannshof, die Gebäude wurden abgerissen. Der Mechtenberg selbst ist heute mit 84 Metern Höhe Teil des Landschaftsparks Mechtenberg. Die Mechtenbergstraße, deren nördlicher in Ost-West-Richtung verlaufender Abschnitt bis 1937 Simonstraße hieß, verbindet die Fichtelstraße in einem nordwestlichen Winkel mit der Bonifaciusstraße. |                                          |
| Meistersingerstraße       | 140 (im Stadtteil)                    | Meistersinger                                                      | 3. Juni 1965        | Die Meistersingerstraße führt südlich der Wattenscheider Straße weiter nach Leithe |                                          |
| Mörgekenweg               | 190                                   | Mörgeken, Flurname                                                 | 20. Nov. 1937       | Der Flurname Mörgeken bedeutet "kleiner Morgen". Der Mörgekenweg, der ursprünglich Koloniestraße hieß, ist eine südliche Stichstraße der Bonifaciusstraße. |                                          |
| Morgensteig               | 600 (im Stadtteil)                    | Auf den acht Morgen, Flurname                                      | 20. Nov. 1937       | Der Morgensteig führt an der Flur Auf den acht Morgen vorbei, wobei er vom Schwarzbachtal zu Höhe hinauf steigt. Der Morgensteig, der zuvor die Namen Mühlenstraße und Steeler Straße trug, verbindet die Hubertstraße in nördlicher Richtung mit der Bonifaciusstraße in Schonnebeck. |                                          |
| Mühlenkamp                | 380                                   | Mühlenkamp, Flurname                                               | 3. März 1953        | In der Landmatrikel von 1668 steht, dass zum Hofe Schulte Schönscheidt zehn Morgen Feldland auf´m Mühlenkamp gehören. Die Straße Mühlenkamp führt in einem westlichen Bogen vom Morgensteig wieder auf diesen zurück. |                                          |
| Munscheidstraße           | 300 (im Stadtteil)                    | Wilhelm Munscheid, Industrieller, Gemeinderatsmitglied             | 11. Mai 1903        | Wilhelm Munscheid wurde am 15. Februar 1839 in Weitmar (seit 1926 zu Bochum gehörig) geboren und war Fabrikant bei den Gelsenkirchener Gussstahl- und Eisenwerken, vormals Munscheid & Co. Er trug zur Entwicklung des benachbarten Leithe bei und erwarb die Höfe Brüning, Grahmann und Klüver. Er erwarb zudem Grundstücke zum Straßen- und Wegebau, für Schulen und Kirchen und stellte sie unentgeltlich zur Verfügung. Außerdem betrieb er die Errichtung der Sternbrauerei, die 1898 als "Sternbrauerei Kray AG" in Kray ihren Anfang nahm. Auch die Errichtung des Krayer Volksgartens geht auf Munscheid zurück, der viele Jahre dem Kray-Leither Gemeinderat angehörte. Wilhelm Munscheid starb am 8. Dezember 1913 in Düsseldorf. Die Munscheidstraße führt von der Rodenseelstraße nach Osten, knickt dann nach Norden ab und bildet dabei die Grenze zum Nachbarstadtteil Leithe, danach zweigt sie ostwärts ab und führt in Leithe weiter. Im Krayer Verlauf hieß sie zwischen 1911 und 1937 Mozartstraße                                                               |                                          |
| Nettelnbusch              | 740                                   | Nettelnbusch, ehemaliges Essener Dienstmannslehen                  | 20. Nov. 1937       | Die Straße Nettelnbusch, die ursprünglich Dickmannsweg hieß, führt von der Straße Am Mechtenberg in nördlicher Richtung nach Gelsenkirchen. |                                          |
| Nibelungenplatz           | 30 × 15                               | Nibelungenlied, mittelalterliches Heldenepos                       | um 1921             | Der Nibelungenplatz befindet sich in der Nibelungensiedlung zwischen Sieglindenstraße, Nibelungen- und Walkürenweg. |                                          |
| Nibelungenweg             | 130                                   | Nibelungenlied, mittelalterliches Heldenepos                       | 20. Nov. 1937       | Der Nibelungenweg, der zuvor Hagenstraße hieß, liegt in der sogenannten Nibelungensiedlung und verbindet den Guntherweg in Nord-Süd-Richtung mit dem Nibelungenplatz. |                                          |
| Osterkamp                 | 90                                    | Osterfeld, Flurname                                                | 5. Juni 1934        | Es handelt sich um die Flur Oster"feld". Die Bezeichnung Oster"kamp" wurde gewählt, da es in Kray zu dieser Zeit bereits eine Osterfeldstraße, heute Kamblickweg, gab. Die Straße Osterkamp verbindet die Munscheidstraße mit der Straße Auf dem Kolfen. |                                          |
| Ottostraße                | 660 (im Stadtteil)                    | Otto Eickenscheidt, Landwirt und Politiker                         | 2. Jan. 1901        | Otto Eickenscheidt wurde am 5. April 1839 in Kray geboren und heiratete 1864 in den Hof Hövelmann in Leithe ein. In Leithe wurde er Gemeindevorsteher. Mehrere Jahre war er erster ehrenamtlicher Beigeordneter des Amtes Wattenscheid. Dort gründete er den Wattenscheider Bauernverein und wurde später Vorsitzender des Westfälischen Bauernvereins. Otto Eickenscheidt starb am 24. April 1891 in Wolbeck. Die Ottostraße führt vom Kamblickweg in östlicher Richtung, quert den Korthover Weg und führt beim Volksgarten Kray weiter in Leithe. | Ottostraße 5–7                           |
| Plaßhofsbankstraße        | 210                                   | Plaßhofsbank, Name eines Kohlenflözes                              | 26. Sep. 1921       | Die Plaßhofsbankstraße führt von der Straße Vogelsangsberg in südlicher Richtung und endet als Sackgasse. |                                          |
| Portendieckstraße         | 110 (im Stadtteil)                    | Haus Portendieck, ursprünglich eine Wasserburg                     | 7. Aug. 1894        | Das adlige Haus Portendieck war Sitz des alten stiftseingesessenen Geschlechts der "Porten to dem Dieck" und ursprünglich eine Wasserburg. 1237 ist ein Lodewich oppen Diecke nachgewiesen. Die Herren von Dieck hatten großen Grundbesitz, darunter die Höfe Lindemann, Niekämper und Schetter. Zu Beginn des 17. Jahrhunderts ging das Haus durch Heirat auf die Familie Schüren von Haus Horst über. Später kam das Gut an die Freiherren von Wenige, die sich "von Wenige zum Dieck" nennen. Nachdem der Domherr Franz Ferdinand von Wenige 1788 starb, gelangte das Gut aufgrund der Erbfolge an die Familie Hövel. Einer der letzten Besitzer war der Politiker Joseph Anton Friedrich August von Hövel, der zuletzt in Höxter ansässig war. Dort befindet sich heute das Archiv des Hauses Portendieck. Die Portendieckstraße berührt Kray in seinem nordwestlichsten Ende, bildet dabei die Grenze zum Nachbarstadtteil Schonnebeck und führt in südwestlicher Richtung dort weiter.                                                                                         |                                          |
| Pramenweg                 | 340                                   | Lage, Pferdepramen im Wappen der Familie Eickenscheidt             | 31. Mai 1930        | Der Pramenweg liegt auf dem Gebiet, das einst zum Hof Eickenscheidt gehörte. Im Wappen der Essener Ministerialfamilie Eickenscheidt gibt es drei silberne Pferdepramen auf rotem Feld. Die Familie besaß das Recht zum Einfangen wilder Pferde im Emscherland. Der Pramenweg, der zuvor Teil der Friedrichstraße war, verbindet in südlicher Richtung die Kiwittstraße mit der Straße Am Bocklerbaum. |                                          |
| Rheinelbeweg              | 200                                   | Zeche Rheinelbe                                                    | 20. Nov. 1937       | Die Zeche Rheinelbe gehörte zur Gelsenkirchener Bergwerks-AG. Nachdem sich die ursprünglich nach Buchstaben sortierte Straßenbenennung der Bergarbeiterkolonie der Zeche Bonifacius als unzweckmäßig erwies, wurden die Straßen überwiegend nach Zechen benannt, die, wie die Zeche Bonifacius, zur Gelsenkirchener Bergwerks-AG gehörten. Der Rheinelbeweg, der in der ursprünglichen Bergarbeiterkolonie zunächst A-Straße genannt wurde, verbindet die Straße Kappertsiepen mit der Bonifaciusstraße. |                                          |
| Riddershofstraße          | 290                                   | Ridder, Hofname                                                    | 14. Nov. 1935       | Der Riddershof, zudem stets das Gut auf dem Berge gehörte, war ein in den Oberhof Eickenscheidt gehöriges fürstlich-essendisches Behandigungsgut. Im Kettenbuch von 1332 ist mansus des Ridders to Kreye genannt. In der Landmatrikel von 1668 werden der Aufsitzer Johan Ridder und der 34 Morgen große Hof erwähnt. 1795 wird der Hof als Behandigungsgut bezeichnet und der ganze Bauer Ridder genannt. Letztbehandigte waren Johann Wilhelm Ridders am 27. Mai 1773 und Anna Maria Siepmann am 23. Dezember 1804.1828 wurden die fiskalischen Lasten des zu dieser Zeit 129 Morgen großen Hofs abgelöst. Wilhelm Beckmann aus Wattenscheid war Krayer Ehrenbürger und letzter Bauer auf dem Hof Ridder. Die Riddershofstraße, die zuvor Wilhelmstraße hieß, verbindet die Krayer Straße in südlicher Richtung mit der Wattenscheider Straße. |                                          |
| Ridderweg                 | 120                                   | Ridder, Hofname                                                    | 7. Sep. 1960        | Benannt nach dem Hof der Familie Ridder in Kray, siehe auch Riddershofstraße. Der Ridderweg ist eine westliche Stichstraße der Krayer Straße. |                                          |
| Rodenseelstraße           | 510 (im Stadtteil)                    | Rodenseel, Höfegruppe                                              | 12. Jan. 1934       | Die Höfegruppe Rodenseel bestand aus fünf Höfen, wobei in einer Urkunde aus dem Jahr 1027 der südlichste dieser Höfe als Hof Rodenseel bezeichnet wird. Vermutlich handelt es sich dabei um den späteren Schäpershof in Leithe, mit dem 1569 Johan Schulte zu Wyssthoven und seine Frau Giertgen sowie deren Nachkommen belehnt waren. Der Name Rodenseel taucht erstmal 890 als Hrodingseli auf. Im Kettenbuch von 1332 werden der mansus Henrici to Rodenzele und der mansus Noldekini to Nederen Rodenzele genannt, die zum Oberhof Eickenscheidt gehörten. Aus den Essener Lehnsprotokollen geht hervor, dass Pilgrim von der Leiten de hove to Rodensele erhalten hat. Die Rodenseelstraße, die in Kray zuvor südöstlicher Teil der Osterfeldstraße war, führt als südliche Verlängerung des Korthover Wegs zur Überführung der Bahnstrecke Essen – Bochum und ab hier weiter in Leithe. |                                          |
| Rotthauser Straße         | 1510 (im Stadtteil)                   | Rotthausen, Stadtteil von Gelsenkirchen                            | 2. Mai 1924         | Rotthausen gehörte einst zur Bürgermeisterei Stoppenberg, bevor es 1906 zu einer eigenen Bürgermeisterei wurde. 1923 kam Rotthausen an Gelsenkirchen. Die Rotthauser Straße, die zuvor Hauptstraße und ab 1896 Krayer Straße hieß, führt vom heutigen nordöstlichen Ende der Krayer Straße als Teil der Landesstraße L643 in nördlicher Richtung nach Gelsenkirchen-Rotthausen. |                                          |
| Rüggenhofer Weg           | 180                                   | Rüggen, Flurname                                                   | 20. Nov. 1937       | In der Mutterrolle von 1827 taucht die Bezeichnung Rüggen auf. Der Hof Rüggen stand etwa dort, wo sich heute das Betriebsgebäude von Schacht Bonifacius befindet. Der Rüggenhofer Weg, der in der ursprünglichen Bergarbeiterkolonie zunächst H-Straße genannt wurde, verbindet die Straße Sammelband in südlicher Richtung mit der Bonifaciusstraße. |                                          |
| Sammelband                | 150                                   | Sammelband, Einrichtung im Bergbau                                 | 20. Nov. 1937       | Als Sammelband wird eine betriebstechnische Einrichtung im Steinkohlenbergbau bezeichnet. Die Straße Sammelband, die in der ursprünglichen Bergarbeiterkolonie zunächst H-Straße genannt wurde, verbindet die Rotthauser Straße in östlicher Richtung mit dem Rüggenhofer Weg. |                                          |
| Schöllerskampstraße       | 290                                   | Schöllerskamp, Flurname                                            |                     | In der Mutterrolle von 1827 wird die Bezeichnung Schülerskämpe und in der Mutterrolle von 1866 die Bezeichnung Schöllerskäpken genannt. Der Erstbenennung der Schöllerskampstraße ist unbekannt. Sie führt zunächst von der Straße Zum Oberhof nach Norden zur ehemaligen Hochstraße, die am 12. Juli 1929 in östlicher Richtung bis zur Krayer Straße der Schöllerskampstraße angegliedert wurde. |                                          |
| Schönscheidts Hof         | 270 (ohne Stichstraßen)               | Hof Schulte-Schönscheidt                                           | 2. Juli 1958        | Der Hof Schulte-Schönscheidt war ein Erbleibgewinngut des Stiftes Stoppenberg. In der Landmatrikel von 1668 wird der Aufsitzer Schult zu Schönscheidt des rund 83 Morgen großen Hofs genannt. Bei Ablösungsverhandlungen 1831 war der Hof rund 166 Morgen groß. 1866 war Heinrich Philipp Schönscheid zu Kray Eigentümer. Die Straße Schönscheidts Hof ist eine östliche Stichstraße der Schönscheidtstraße. |                                          |
| Schönscheidtstraße        | 1820 (im Stadtteil)                   | Hof Schulte-Schönscheidt                                           | 12. Juli 1929       | Der Hof Schulte-Schönscheidt war ein Erbleibgewinngut des Stiftes Stoppenberg. In der Landmatrikel von 1668 wird der Aufsitzer Schult zu Schönscheidt des rund 83 Morgen großen Hofs genannt. Bei Ablösungsverhandlungen 1831 war der Hof rund 166 Morgen groß. 1866 war Heinrich Philipp Schönscheid zu Kray Eigentümer. Die Schönscheidtstraße, die in Kray zuvor Moltkestraße hieß, führt von der Hubertstraße in südlicher Richtung, quert die Straße Am Zehnthof und führt ab hier als Teil der Landesstraße L191 zum Äbtissinsteig und dann weiter in Steele. |                                          |
| Schollenbroich            | 270                                   | Schollenbroich, Flurname                                           | 3. Juli 1956        | Der alte Flurname Schollenbroich wird in der Mutterrolle von 1826 genannt. Die Straße Schollenbroich zweigt östlich der Riddershofstraße ab und endet nach dem Abzweig der Straße Auf der Geher als Sackgasse. |                                          |
| Schrägbauweg              | 140                                   | Schrägbau, bergmännischer Begriff                                  | 20. Nov. 1937       | Im Schrägbau werden steilstehende flözartige Lagerstätten oft per Strebbau abgebaut. Der Schrägbauweg, der in der ursprünglichen Bergarbeiterkolonie zunächst G-Straße genannt wurde, verbindet den Rüggenhofer Weg mit der Rotthauser Straße. |                                          |
| Schreibzeile              | 80                                    | Bezug zur benachbarten Schule                                      | 3. Juni 1935        | Die Straßenbezeichnung nimmt Bezug zur westlich benachbarten Christophorus-Grundschule, in der die Grundschüler das Schreiben erlernen. Die Straße Schreibzeile ist eine südliche Stichstraße der Wattenscheider Straße. Sie bildet in ihrem gesamten Verlauf die Grenze zum Nachbarstadtteil Leithe. |                                          |
| Schwarzbachstraße         | 160                                   | Schwarzbach, Zufluss der Emscher                                   | 26. Sep. 1921       | Die Schwarzbachstraße grenzt nördlich an den hier kanalisierten Schwarzbach und verbindet dabei die Straßen Achternbergbredde und Dickschenbroich. |                                          |
| Schwelmhöfe               |                                       | Schwelm, Hofname                                                   | 20. Nov. 1937       | Bruno von Schwelme verkaufte 1351 den vierten Teil seiner Güter in Kray an das Hospital zum Heiligen Geist in Essen, das sich im Süden des Kopstadtplatzes befand und 1896 abgerissen wurde. Die Straße Schwelmhöfe, die ursprünglich Hofstraße hieß, verbindet die Joachimstraße mit der Hubertstraße. | Schwelmhöfe 21–23                        |
| Siegfriedstraße           | 180                                   | Siegfried der Drachentöter, Sagenfigur                             | um 1921             | Der Siegfriedstraße liegt in der sogenannten Nibelungensiedlung und verbindet dort die Friedenstraße mit dem Nibelungenweg. |                                          |
| Sieglindenstraße          | 130                                   | Sieglinde, Gestalt aus der Nibelungensage                          | um 1921             | Die Sieglindenstraße liegt in der sogenannten Nibelungensiedlung und verbindet dort die Kriemhildenstraße mit dem Nibelungenplatz. |                                          |
| Soester Straße            | 250                                   | Einstige Direktverbindung vom Bahnhof Essen-Kray Nord nach Soest   | 20. Nov. 1937       | Zur Zeit der Straßenbenennung bestand am angrenzenden Bahnhof Essen-Kray Nord eine direkte Bahnverbindung nach Soest. Die Soester Straße, die zuvor Bahnhofstraße hieß, zweigt westlich der Krayer Straße ab und endete noch bis in die 1990er Jahre am Heinrich-Sense-Weg. Später wurde sie in einem Bogen bis zur Joachimstraße verlängert. |                                          |
| Steeler Pfad              | 570                                   | Pfad bei Steele, Lagebezeichnung                                   | 12. Juli 1929       | Der Steeler Pfad, der zuvor Ottilienstraße hieß, verläuft von der Straße Woldrüggen in nördlicher Richtung zur Straße Zum Oberhof, wobei sie die Grenze zu Steele bildet und dann in Kray weiter bis zur Schöllerskampstraße führt. |                                          |
| Steinland                 | 140                                   | Steinland, Flurname                                                | 13. Okt. 1953       | Die nach der Flur Steinland benannte Straße verbindet die beiden Straßen Mühlenkamp und Morgensteig in einem südwestlichen Winkel. |                                          |
| Stubbenkamp               | 110                                   | Stubben, Flurname                                                  | 20. Nov. 1937       | In der Nähe befand sich die Flur Stüppen oder Stubben, eine Fläche, die mit Stubben oder Baumstümpfen besetzt war. Die Straße Stubbenkamp, die ursprünglich Mittelstraße hieß, verbindet die Kellinghausstraße mit dem Woodsiepenweg. |                                          |
| Tempelhof                 | 50                                    | Tempel, Name eines Kotten                                          | 20. Nov. 1937       | In der Landmatrikel von 1668 werden der Aufsitzer Dierich von Tempell und der rund zwei Morgen große Kotten genannt. 1795 wird der ganze Bauer Eickelkamp erwähnt, dessen Einwohner der Schuppenkötter und Tagelöhner Tempelman sei. In der Mutterrolle von 1866 steht, dass der Eigentümer des Tempelkottens Erbpächter des Hauses Achternberg, Wilhelm Voß, ist. Der Kotten ging 1882 auf die Erben Voß in Steele über. Die Straße Tempelhof, die zuvor Kappertstraße hieß, verbindet den Heinrich-Sense-Weg direkt gegenüber dem Bahnhof Essen-Kray Nord mit der Krayer Straße. |                                          |
| Teutoburger Weg           | 450                                   | Zeche Teutoburgia                                                  | 20. Nov. 1937       | Die Zeche Teutoburgia gehörte zur Gelsenkirchener Bergwerks-AG. Nachdem sich die ursprünglich nach Buchstaben sortierte Straßenbenennung der Bergarbeiterkolonie der Zeche Bonifacius als unzweckmäßig erwies, wurden die Straßen überwiegend nach Zechen benannt, die, wie die Zeche Bonifacius, zur Gelsenkirchener Bergwerks-AG gehörten. Der Teutoburger Weg, der in der ursprünglichen Bergarbeiterkolonie zunächst D-Straße hieß, verbindet die Bonifaciusstraße mit der Straße Kappertsiepen und wurde nach 1945 weiter nordwärts verlängert, wo er als Sackgasse endet. |                                          |
| Tübbingweg                | 210 (ohne Stichstraßen)               | Tübbing, Bauteil eines Schachtes oder Tunnels                      | 13. Sep. 1977       | Der Tübbingweg liegt östlich der ehemaligen Westdeutschen Eisenwerke AG, die auf die Fertigung von Tübbings spezialisiert waren. Der Tübbingweg ist eine nördliche Stichstraße der Kiwittstraße. |                                          |
| Unterbergstraße           | 75                                    | Unterberg, Hofname                                                 | vor 1935            | Im Höferegister des Stifts Stoppenberg von 1357 bis 1526 wird der Hof als dat gudit under dem Berge bezeichnet. In der Landmatriekl von 1668 werden der Aufsitzer Wittib Unterbergh und der rund 41 Morgen große Hof genannt. Der kleine Halbbauer Unterberg wird 1795 erwähnt, wobei das Kapitel in Stoppenberg die Grundherrschaft hat. Der Hof Unterberg war ein sogenanntes Erbleibgewinngut. Johann Bernhard Unterberg und Anna Christine Hinderfeld aus Eiberg waren am 25. Juni 1796 letzte Gewinnträger. Ihr Sohn aus erster Ehe wurde durch die preußische Domänenverwaltung ein erbliches Recht zuerkannt. 1846 löste er die auf dem Hof ruhenden fiskalischen Lasten ab und wurde dadurch uneingeschränkter Eigentümer. In der Mutterrolle von 1866 ist Philipp Unterberg als Eigentümer erwähnt. 1884ging der Hof an Philipp Meerbeck genannt Unterberg. 1907 wurde der Hof vom Eisenbahnfiskus angekauft und zum Zweck der Erweiterung des Güterbahnhofs Kray-Nord abgerissen. Die Unterbergstraße zweigt nördlich der Hubertstraße ab und führt auf die Joachimstraße. |                                          |
| Vierhandbank              | 330                                   | Vierhandbank, Name eine Kohlenflözes                               | 25. Feb. 1937       | Die Straße Vierhandbank, die zuvor Josefstraße hieß, verbindet die Dorstener Straße mit der Hubertstraße. |                                          |
| Vogelsangsberg            | 290                                   | Vogelsang, Flurname                                                | 20. Nov. 1937       | Der Vogelsangsberg, der ursprünglich Geitlingstraße hieß, zweigt westlich der Rotthauser Straße ab, führt bis zur Straße Braukloh und endet danach als Sackgasse. In ihrem gesamten Verlauf bildet sie die Grenze zu Gelsenkirchen. |                                          |
| Walkürenweg               | 55                                    | Walküre, weibliches Geisteswesen der nordischen Mythologie         | 20. Nov. 1937       | Der Walkürenweg, der zuvor Güntherstraße hieß, liegt in der sogenannten Nibelungensiedlung und verbindet dort die Brunhildenstraße mit dem Nibelungenplatz. |                                          |
| Wattenscheider Straße     | 430 (im Stadtteil)                    | Ehemals selbständige Stadt Wattenscheid                            | 7. Apr. 1914        | Vor dem Ausbau des Ruhrschnellwegs war die Wattenscheider Straße ein Teil der Verbindung nach Wattenscheid. Die seit 1926 kreisfreie Stadt Wattenscheid wurde 1975 zu Bochum eingemeindet. Die Wattenscheider Straße führt von der Krayer Straße in östlicher Richtung weiter in den Nachbarstadtteil Leithe. |                                          |
| Wendtwiese                | 300                                   | Geschlecht von Wendt                                               | 20. Nov. 1937       | Die Straße Wendtwiese liegt am Schwarzbach in den Wiesen des Hauses Achternberg, das um 1674 durch Heirat an Jobst Dietrich von Wendt zu Holtfeld gelangte, der zu dieser Zeit auch das Horst kaufte. Als 1877 der letzte von Wendt starb, gingen alle Besitztümer auf des mit dem von Wendt mehrfach verschwägerte Geschlecht von Marchant-Ansembourg in Limburg in den Niederlanden über. Die Straße Wendtwiese, die zuvor Voßstraße hieß, zweigt östlich der Rotthauser Straße ab und führt in einem Bogen wieder auf diese zurück. |                                          |
| Werner-Viebig-Weg         | 150                                   | Werner Viebig, Betriebsdirektor                                    | 20. Nov. 1937       | Werner Viebig wurde am 15. Mai 1878 in Koblenz geboren und war von 1907 bis 1912 Betriebsdirektor der Zeche Bonifacius. Er fiel als Fliegeroffizier im Ersten Weltkrieg am 10. Juli 1916 in Frankreich. Seine Frau Hedwig war die Stiefschwester von Hermann Göring. Der Werner-Viebig-Weg, der ursprünglich Franziskastraße hieß, verbindet in der Bergarbeitersiedlung der Zeche Bonifacius den Gedingeweg mit der Bonifaciusstraße. |                                          |
| Wilhelm-Beckmann-Straße   | 715 (alle Straßenabschnitte zusammen) | Wilhelm Beckmann, Gutsbesitzer, Ehrenbürger von Kray               | 24. Apr. 1974       | Die Wilhelm-Beckmann-Straße zweigt südlich der Straße Am Zehnthof ab und liegt im Gewerbegebiet Katharina. |                                          |
| Woldrüggen                | 270                                   | Woldrüggen kommt von Waldrücken                                    | 11. Dez. 1931       | Die Namensgebung soll an den einstigen Eickenscheider Wald erinnern. Die Straße Woldrüggen führt von der Straße Am Kalverkämpchen in südöstlicher Richtung zum Äbtissinsteig, wo er an Steele grenzt. |                                          |
| Woodsiepenweg             | 140                                   | Woodsiepen, Flurname                                               | 20. Nov. 1937       | Der Woodsiepenweg, der ursprünglich Weststraße hieß, verbindet den Gedingeweg mit der Bonifaciusstraße. |                                          |
| Zeche Katharina           | 220                                   | Zeche Katharina                                                    | 24. Apr. 1974       | Die Zeche Katharina ging 1906 aus der Zeche Hercules hervor. Nach ihrer Stilllegung 1972 entwickelte sich auf dem Areal das Gewerbegebiet Katharina. Die Straße Zeche Katharina ist eine südwestliche Stichstraße der Wilhelm-Beckmann-Straße im Gewerbegebiet Katharina. |                                          |
| Zingelpfad                | 250                                   | Zingel, Familienname                                               | 23. Jan. 1957       | Die Familie Zingel besaß an der heutigen Zingelstraße Grundstücke. 1864 wird in der Mutterrolle als Eigentümerin die Witwe Johann Zingel zu Schonnebeck genannt. Der Zingelpfad ist eine nördliche Stichstraße am östlichen Ende der Straße Dutzendriege. |                                          |
| Zollernweg                | 190                                   | Zeche Zollern in Dortmund                                          | 20. Nov. 1937       | Die Zeche Zollern in Dortmund gehörte zur Gelsenkirchener Bergwerks-AG. Nachdem sich die ursprünglich nach Buchstaben sortierte Straßenbenennung der Bergarbeiterkolonie der Zeche Bonifacius als unzweckmäßig erwies, wurden die Straßen überwiegend nach Zechen benannt, die, wie die Zeche Bonifacius, zur Gelsenkirchener Bergwerks-AG gehörten. Der Zollernweg, der in der ursprünglichen Bergarbeiterkolonie zunächst C-Straße genannt wurde, verbindet die Straße Kappertsiepen mit der Bonifaciusstraße. |                                          |
| Zu den Brembergskotten    | 70 (im Stadtteil)                     | Bremberg, Name eines Kottens                                       | 12. Juli 1929       | Der kleine und der große Brembergskotten gehörten vermutlich ursprünglich zum Haus Horst. Hugo von Schüren zu Horst verkaufte 1667 das Gut Brengenberg mit Fischteich und dabei liegendem Köttgen an den Essendischen Geschichtsschreiber Hiltrop. Von ihm gingen beide Kotten an eine Familie Rodtberg über. 1732 kaufte das katholische Pastorat in Steele die Kotten zugunsten der Pastor-Melchior-Schmit’schen Anniversarienstiftung. Die Aufsitzer Laurenz Helf gen. Bremberg und der Löher Bremberg werden 1795 erwähnt. 1832 pachteten die Eheleute Heinrich Kost gen. Bremberg und Gertrud Fegeler die beiden Kotten. Dieses Verhältnis wurde 1847 in Erbpacht umgewandelt. Die Straße Zu den Brembergskotten ist eine östliche Stichstraße der Brembergstraße, die im Nachbarstadtteil Leithe endet. |                                          |
| Zum Gutswald              | 270 (ohne Stichstraßen)               | Wald des Guts Eickenscheidt                                        | 15. Juli 1954       | Die Straße Zum Gutswald verbindet die Schönscheidtstraße in einem südlichen Bogen mit der Jacob-Weber-Straße. |                                          |
| Zum Oberhof               | 720                                   | Oberhof Eickenscheidt des Stifts Essen                             | 12. Juli 1929       | Die Straße Zum Oberhof, die teils ursprünglich Parkweg und im östlichen Teil Hermannstraße hieß, verbindet südlich der Bahnstrecke Essen – Bochum die Schönscheidtstraße mit der Krayer Straße. |                                          |
| Zur Beckhove              | 190                                   | Beckhove, Hofname                                                  | 12. Juli 1929       | Die Beckhove besaß keine Solstätte mit Wirtschaftsgebäuden. In der Landmatrikel von 1668 heißt es: Beckhoves Pertinentien worauf zur Zeit kein Hauß noch Gebauert steht sind 22 Morgen groß. Die Beckhove war in den propsteilich-essendischen Oberhof Nünning abgabepflichtig. Letztbehandigte waren Bernhard Mauritz und Philipp Christian Leimgard für das Steeler Waisenhaus am 5. Februar 1774. Die Beckhove, die nichts mit dem Hof Beckmann zu tun hat, war parzellenweise an unterschiedliche Bauern verpachtet. Jedoch grenzten vier Morgen Feldland an den Hof Beckmann, die von diesem bewirtschaftet wurden. Die Straße Zur Beckhove, die ursprünglich Ziegelstraße hieß, verbindet die Brembergstraße mit der Krayer Straße. |                                          |
| Zur Hagelfier             | 80                                    | Hagelfeier, kirchliches Fest                                       | 12. Juli 1929       | Im Steeler Bürgerbuch von 1548 steht, dass jeder Bürger up dey Haygelvyer eynen pennynck zu zahlen hatte. Die feierliche Prozession sollte durch die Feldmark sollte Hagelschaden von den Feldern fernhalten. Nahe der heutigen Straße Zur Hagelfier stand ein Hagelkreuz, an dem angehalten und der Segen erteilt wurde. In den 1830er Jahren hörte dieser Brauch hier auf. Die Straße Zur Hagelfier verbindet die Straße Zum Oberhof mit der Straße Am Kalverkämpchen. |                                          |

## Liste ehemaliger Straßennamen
Die Liste ehemaliger Straßennamen erhebt keinen Anspruch auf Vollständigkeit.
| Name                   | von           | bis           | umbenannt in (aktuell)                                              | Herleitung                               | Bemerkungen |
| ---------------------- | ------------- | ------------- | ------------------------------------------------------------------- | ---------------------------------------- | --- |
| A-Straße               | um 1881       | 20. Nov. 1937 | → Rheinelbeweg                                                      |                                          | Die Straßen der ursprünglichen Bergarbeiterkolonie der Zeche Bonifacius waren zunächst nach Buchstaben sortiert von A bis H benannt. Nachdem sich diese Benennung als unzweckmäßig erwies, wurden die Straßen überwiegend nach Zechen benannt, die, wie die Zeche Bonifacius, zur Gelsenkirchener Bergwerks-AG gehörten. |
| Am Grenzgraben         | 12. Juli 1929 | 15. Jan. 1936 | → Lohdiekweg → Lohmühlental                                         |                                          | |
| Am Kiwitt              |               | 20. Nov. 1937 | → Am Bocklerbaum → Kiwittstraße                                     | Kiwitt, Flurname                         | Die Straße Am Kiwitt verlief ursprünglich zwischen der Straße Am Zehnthof (damals Eickenscheidter Straße) und der Krayer Straße über die heutige Straße Am Bocklerbaum und bog dann nach Westen in die heutige Kiwittstraße ab, wo sie nur bis zur Marienstraße Am Kiwitt hieß. Am 12. Juli 1929 wurde der Teil der Straße Am Kiwitt zwischen der Straße Am Zehnthof (damals Eickenscheidter Straße) und der Krayer Straße in Kiwittstraße umbenannt und schließlich am 20. November 1937 zur Straße Am Bocklerbaum. An diesem Datum wurde der Teil der Straße Am Kiwitt zwischen Krayer- und Marienstraße zur heutigen Kiwittstraße, die ab jetzt bis zur Eckenbergstraße über die zuvor sogenannte Maxstraße weiter führt. |
| Am Knottenberg         | 12. Juli 1929 | 20. Nov. 1937 | → Schönscheidtstraße                                                | Knottenberg, alter Flurname              | Die ursprünglich so genannte Moltkestraße wurde 1929 in ihrem Verlauf zwischen der heutigen Straße Am Zehnthof und dem Äbtissinsteig zur Straße Am Knottenberg umbenannt. 1937 wurde dieser Teil der Schönscheidtstraße angegliedert, die im nördlichen Verlauf seit 1929 diesen Namen trägt. Im angrenzenden Steele gibt es seit 2003 eine neue Straße mit dem Namen Am Knottenberg. |
| Am Markt               | 10. März 1909 | 14. Nov. 1935 | → Krayer Markt                                                      | Marktplatz in Kray                       | |
| B-Straße               | um 1881       | 20. Nov. 1937 | → Erinweg                                                           |                                          | Die Straßen der ursprünglichen Bergarbeiterkolonie der Zeche Bonifacius waren zunächst nach Buchstaben sortiert von A bis H benannt. Nachdem sich diese Benennung als unzweckmäßig erwies, wurden die Straßen überwiegend nach Zechen benannt, die, wie die Zeche Bonifacius, zur Gelsenkirchener Bergwerks-AG gehörten. |
| Bachstraße             |               | 12. Juli 1929 | → Im Beckmannsfeld                                                  |                                          | |
| Bahnhofstraße          | 22. Juni 1897 | 20. Nov. 1937 | → Soester Straße                                                    | Lage am Bahnhof Essen-Kray Nord          | |
| Bergstraße             |               | 12. Juli 1929 | → Am Kalverkämpchen                                                 |                                          | |
| Bismarckstraße         | vor 1902      | 20. Nov. 1937 | → Große Wiese                                                       | Otto von Bismarck, Reichskanzler         | |
| C-Straße               | um 1881       | 20. Nov. 1937 | → Zollernweg                                                        |                                          | Die Straßen der ursprünglichen Bergarbeiterkolonie der Zeche Bonifacius waren zunächst nach Buchstaben sortiert von A bis H benannt. Nachdem sich diese Benennung als unzweckmäßig erwies, wurden die Straßen überwiegend nach Zechen benannt, die, wie die Zeche Bonifacius, zur Gelsenkirchener Bergwerks-AG gehörten. |
| Christinenstraße       |               | 20. Nov. 1937 | → Lindenbergstraße                                                  |                                          | |
| D-Straße               | um 1899       | 20. Nov. 1937 | → Teutoburger Weg                                                   |                                          | Die Straßen der ursprünglichen Bergarbeiterkolonie der Zeche Bonifacius waren zunächst nach Buchstaben sortiert von A bis H benannt. Nachdem sich diese Benennung als unzweckmäßig erwies, wurden die Straßen überwiegend nach Zechen benannt, die, wie die Zeche Bonifacius, zur Gelsenkirchener Bergwerks-AG gehörten. |
| Dickmannsweg           |               | 20. Nov. 1937 | → Nettelnbusch                                                      |                                          | |
| Dortmunder Straße      | 10. Feb. 1931 | nach 1970     | → Bundesautobahn 40 → Dorstfelder Straße                            | Straße Richtung Dortmund                 | Die Dortmunder Straße wurde um 1928 östlich der heutigen Anschlussstelle 26 Essen-Frillendorf angelegt. Am 10. Februar 1931 erfolgte ihre Benennung, nachdem der westliche Teil bis Huttrop fertiggestellt war. Sie führte dann diesen Namen von Frillendorf in nordöstlicher Richtung weiter durch Kray nach Wattenscheid. Nach 1970 wurde der Straßenname aufgehoben, nachdem der Straßenzug der Bundesstraße 1 zugeordnet worden war. Am 1. Januar 1977 wurde die Straße zur A 430 hochgestuft und im April 1992 wurde sie schließlich Teil der Bundesautobahn 40. |
| E-Straße               | um 1899       | 20. Nov. 1937 | → Beekerwerth                                                       |                                          | Die Straßen der ursprünglichen Bergarbeiterkolonie der Zeche Bonifacius waren zunächst nach Buchstaben sortiert von A bis H benannt. Nachdem sich diese Benennung als unzweckmäßig erwies, wurden die Straßen überwiegend nach Zechen benannt, die, wie die Zeche Bonifacius, zur Gelsenkirchener Bergwerks-AG gehörten. |
| Eickenscheidter Straße |               | 20. Nov. 1937 | → Am Zehnthof                                                       | Oberhof Eickenscheidt des Stifts Essen   | An der Straße lag der Oberhof Eickenscheidt mit der alten Zehntscheune, in der die Naturalabgeben der Eickenscheidter Unterhöfe lagerten.bti |
| Eisenstraße            | 23. Mai 1901  | 20. Nov. 1937 | → Dutzendriege                                                      | Eisenwerke                               | Die Häuser der Straße gehörten zur Arbeitersiedlung der Westdeutschen Eisenwerke Aktiengesellschaft, die 1919 in den Buderuswerken aufging. |
| Essener Straße         | 9. Mai 1894   | 15. Jan. 1936 | → Hubertstraße → Hubertweiche                                       | Straße nach Essen                        | |
| F-Straße               | um 1899       | 20. Nov. 1937 | → Lohbergweg                                                        |                                          | Die Straßen der ursprünglichen Bergarbeiterkolonie der Zeche Bonifacius waren zunächst nach Buchstaben sortiert von A bis H benannt. Nachdem sich diese Benennung als unzweckmäßig erwies, wurden die Straßen überwiegend nach Zechen benannt, die, wie die Zeche Bonifacius, zur Gelsenkirchener Bergwerks-AG gehörten. |
| Franziskastraße        |               | 20. Nov. 1937 | → Werner-Viebig-Weg                                                 |                                          | |
| Friedhofsweg           |               | 20. Nov. 1937 | aufgehoben und überbaut                                             | Weg zum Krayer Friedhof                  | Der Friedhofsweg verlief vom Krayer Friedhof in nördlicher Richtung zur Dortmunder Straße, heute Autobahn 40. |
| Friedrichstraße        | vor 1905      | 31. Mai 1930  | → Eckenbergstraße → Pramenweg                                       |                                          | |
| G-Straße               | um 1899       | 20. Nov. 1937 | → Schrägbauweg                                                      |                                          | Die Straßen der ursprünglichen Bergarbeiterkolonie der Zeche Bonifacius waren zunächst nach Buchstaben sortiert von A bis H benannt. Nachdem sich diese Benennung als unzweckmäßig erwies, wurden die Straßen überwiegend nach Zechen benannt, die, wie die Zeche Bonifacius, zur Gelsenkirchener Bergwerks-AG gehörten, mit Ausnahme der G- und der H-Straße. |
| Geitlingstraße         |               | 25. Feb. 1937 | → Vogelsangsberg                                                    |                                          | |
| Girondellenstraße      | 26. Sep. 1921 | 25. Feb. 1937 | → Braukloh                                                          |                                          | |
| Glückaufstraße         | um 1900       | 14. Aug. 1933 | aufgehoben und überbaut                                             | Glückauf, Bergmannsgruß                  | 1933 wurde die Glückaufstraße Schacht Katharina genannt. Sie verlief südlich der Straße Am Zehnthof über das Gebiet der Zeche Hercules und dann in westlicher Richtung nach Frillendorf. Dort wurde sie 1954 in Zehntfeld umbenannt. In Kray ist sie aufgehoben und überbaut worden. |
| Grenzstraße            | um 1900       | 12. Juli 1929 | → Lohdiekweg → Lohmühlental                                         |                                          | Der heutige Lohdiekweg hieß bis 12. Juli 1929 Grenzstraße, die heutige Straße Lohmühlental trug diesen Namen bis zum 26. März 1909. |
| Güntherstraße          | um 1921       | 20. Nov. 1937 | → Walkürenweg                                                       |                                          | |
| H-Straße               | um 1899       | 20. Nov. 1937 | → Rüggenhofer Weg → Sammelband                                      |                                          | Die Straßen der ursprünglichen Bergarbeiterkolonie der Zeche Bonifacius waren zunächst nach Buchstaben sortiert von A bis H benannt. Nachdem sich diese Benennung als unzweckmäßig erwies, wurden die Straßen überwiegend nach Zechen benannt, die, wie die Zeche Bonifacius, zur Gelsenkirchener Bergwerks-AG gehörten, mit Ausnahme der G- und der H-Straße. |
| Hagenstraße            | um 1921       | 20. Nov. 1937 | → Nibelungenweg                                                     |                                          | |
| Hauptstraße            | 9. Mai 1894   | 15. Jan. 1936 | → Krayer Straße → Rotthauser Straße                                 | Hauptstraße der Gemeinde Kray            | Vor 1896 wurde der nördliche Teil der Hauptstraße zur alten Krayer Straße und 1924 zur Rotthauser Straße. 1936 folgte der südliche Teil in Kray, der zur heutigen Krayer Straße wurde. |
| Heinrichstraße         | vor 1904      | 25. Feb. 1937 | → Fischweiher                                                       |                                          | |
| Hellweg                | 7. Aug. 1894  | 15. Jan. 1936 | → Burgundenweg                                                      |                                          | |
| Hermannstraße          |               | 12. Juli 1929 | → Zum Oberhof                                                       |                                          | |
| Hochstraße             |               | 12. Juli 1929 | → teilweise Schöllerskampstraße → teilweise aufgehoben und überbaut |                                          | Der von der Krayer Straße in westlicher Richtung verlaufende Teil der Schöllerskampstraße gehörte vor 1929 zur Hochstraße. Die Hochstraße verlief weiter nach Westen bis auf die heutige Schönscheidtstraße. Dieser Abschnitt ist aufgehoben und überbaut. |
| Höhenstraße            | 27. Juni 1910 | 15. März 1912 | → Gantenbergstraße                                                  |                                          | |
| Hofstraße              |               | 20. Nov. 1937 | → teilweise Schwelmhöfe                                             |                                          | |
| Im Geld                | 21. Okt. 1938 | 23. Jan. 1957 | → Achternbergbredde                                                 |                                          | |
| Johannesstraße         | 15. März 1912 | 20. Nov. 1937 | → Gedingeweg                                                        |                                          | Die Johannesstraße wurde 1937 in Thyssenweg umbenannt. 1946 wurde daraus der Gedingeweg. |
| Josefstraße            | vor 1910      | 25. Feb. 1937 | → Vierhandbank                                                      |                                          | |
| Josephinenstraße       |               | 20. Nov. 1937 | → Kamblickweg                                                       |                                          | Die Josephinenstraße war der westliche Teil des Kamblickwegs zwischen Krayer Straße und dem Krayer Rathaus. |
| Kappertstraße          | 2. Juni 1897  | 20. Nov. 1937 | → Tempelhof                                                         | Kappert, Hofname                         | Um 1864 war der Landwirt Wilhelm Kappert Aufsitzer des Hofs Bartling. 1890 veräußerte seinen Witwe den Hof an die Gelsenkirchener Bergwerks-AG. |
| Karlstraße             | um 1900       | 20. Nov. 1937 | → Heinrich-Sense-Weg → Marienstraße                                 |                                          | Die Karlstraße war der Straßenzug des heutigen Heinrich-Sense-Wegs und dem Teil der heutigen Marienstraße nördlich der Kiwittstraße. Die heutige unterschiedliche Benennung nördlich und südlich der Bundesautobahn 40, der damaligen Dortmunder Straße, wurde 1937 vergeben. |
| Katharinenstraße       | vor 1907      | nach 1935     | aufgehoben und überbaut                                             | Schacht Katharina der Zeche Hercules     | Die Katharinenstraße zweigte nördlich der Eickenscheidter Straße (heute Am Zehnthof) nach Norden ab, und führte in östlicher Richtung auf die Schönscheidtstraße. Sie führte damit durch das Gebiet der 1936 eröffneten Gustav-Heinemann-Kaserne, die noch bis 2003 genutzt wurde. |
| Kleine Grenzstraße     |               | um 1900       | → Lohmühlental                                                      |                                          | |
| Koloniestraße          |               | 20. Nov. 1937 | → Mörgekenweg                                                       |                                          | |
| Kortstraße             | 3. Nov. 1897  | 20. Nov. 1937 | → KorthoverWeg → Kortwiese                                          |                                          | |
| Krayer Straße          | vor 1896      | 2. Mai 1924   | → Rotthauser Straße                                                 | Gemeinde Kray                            | Die alte Krayer Straße, die zuvor nördlicher Teil der Hauptstraße war, wurde 1924 in Rotthauser Straße umbenannt. 1936 erhielt die heutige Krayer Straße als südlicher Teil der ehemaligen Hauptstraße ihren Namen. |
| Kreftenscheerstraße    | 26. Sep. 1921 | 20. Nov. 1937 | → Achternbergbredde                                                 | Kreftenscheer, Name eines Kohleflözes    | |
| Ludwigstraße           | nach 1910     | 20. Nov. 1937 | → Buderusstraße                                                     |                                          | |
| Maxstraße              |               | 20. Nov. 1937 | → Kiwittstraße                                                      |                                          | |
| Mittelstraße           |               | 20. Nov. 1937 | → Stubenkamp                                                        |                                          | |
| Moltkestraße           |               | 12. Juli 1929 | → Schönscheidtstraße                                                |                                          | Die Moltkestraße wurde 1929 im nördlichen Verlauf zwischen Hubertstraße und er heutigen Straße Am Zehnthof zur Schönscheidtstraße. Im weiteren südlichen Verlauf wurde sie 1929 zur Straße Am Knottenberg und 1937 ebenfalls zur Schönscheidtstraße. |
| Mozartstraße           | um 1911       | 20. Nov. 1937 | → Munscheidstraße                                                   |                                          | Die Munscheidstraße hieß auf Krayer Flur zwischen 1911 und 1937 Mozartstraße. |
| Mühlenstraße           | 9. Mai 1894   | 7. Aug. 1894  | → Morgensteig                                                       |                                          | Ab dem 7. August 1894 hieß die Mühlenstraße Steeler Straße und wurde schließlich 1937 in Morgensteig umbenannt. |
| Osterfeldstraße        | vor 1904      | nach 1955     | → Kamblickweg → Rodenseelstraße → teilweise überbaut                |                                          | Die Osterfeldstraße, auch Osterfeld genannt, war der heute östlich des Krayer Rathauses gelegene Abschnitt des Kamblickwegs. Zudem verlief die Osterfeldstraße vom Rathaus aus weiter in südwestlicher Richtung bis zur Gantenbergstraße. Dieser Abschnitt wurde nach 1955 aufgehoben und überbaut. Der andere Verlauf bis zum Korthover Weg wurde dabei dem Kamblickweg angegliedert. Bis 1934 gehörte zudem ein Teil der östlich gelegenen Rodenseelstraße zur Osterfeldstraße. |
| Ottilienstraße         | 9. Mai 1894   | 12. Juli 1929 | → Steeler Pfad                                                      |                                          | |
| Parkweg                |               | 12. Juli 1929 | → Zum Oberhof                                                       |                                          | |
| Ridderstraße           |               | 20. Nov. 1937 | aufgehoben                                                          |                                          | Die 1937 aufgehobene Ridderstraße lag dort, wo 1958 der heutige Guntherweg neu eingerichtet wurde. |
| Schacht Katharina      | 14. Aug. 1933 | 23. Feb. 1954 | aufgehoben und überbaut                                             | Schacht Katharina der Zeche Hercules     | 1933 wurde die Glückaufstraße in Schacht Katharina umbenannt. Sie führte südlich der Straße Am Zehnthof über das Gelände der Zeche Hercules und in westlicher Richtung nach Frillendorf. Dort heißt die Straße seit 1954 Zehntfeld. In Kray ist sie aufgehoben und überbaut worden. |
| Schulstraße            | 6. Nov. 1897  | 20. Nov. 1937 | → Joachimstraße                                                     | Evangelische Schule I Kray-Leithe        | Die nahegelegene im Sommer 1939 so genannte Joachimschule wurde 1877 als evangelische Schule I Kray-Leithe eröffnet. Sie ist bis heute in Betrieb. Die Schulstraße wurde 1937 der auch seit 1897 bestehenden Joachimstraße angegliedert. |
| Siepenstraße           | vor 1904      | 20. Nov. 1937 | → Lunemannsiepen                                                    |                                          | Die Siepenstraße endete im Osten bis vor 1927 nicht, wie die heutige Straße Lunemannsiepen, an der Straße Vierhandbank, sondern führte weiter in nordöstlicher Richtung auf die Hubertstraße, damals Essener Straße. |
| Simonstraße            | 8. Juni 1909  | 20. Nov. 1937 | → Mechtenbergstraße                                                 |                                          | Die Simonstraße war der nördliche in Ost-West-Richtung verlaufende Abschnitt der heutigen Mechtenbergstraße. |
| Sonnenscheinstraße     | 2. Mai 1924   | 20. Nov. 1937 | → Dieckschenbroich                                                  |                                          | Die Straße trug zuvor seit 1921 den Namen Ziegelstraße. |
| Steeler Straße         | 7. Aug. 1894  | 20. Nov. 1937 | → Morgensteig                                                       | Stadt Steele, 1929 zu Essen eingemeindet | Zuvor hieß die Steeler Straße Mühlenstraße und wurde schließlich 1937 in Morgensteig umbenannt. |
| Strickerstraße         | 26. März 1909 | 12. Juli 1929 | → Lohmühlental                                                      |                                          | |
| Theodorstraße          | 3. Nov. 1897  | 20. Nov. 1937 | → Blittersdorfweg                                                   |                                          | |
| Thyssenweg             | 20. Nov. 1937 | 9. Okt. 1946  | → Gedingeweg                                                        |                                          | Aus der Johannesstraße wurde 1937 der Thyssenweg und schließlich 1946 der Gedingeweg. |
| Voßstraße              | um 1921       | 20. Nov. 1937 | → Wendtwiese                                                        |                                          | |
| Weststraße             |               | 20. Nov. 1937 | → Woodsiepenweg                                                     |                                          | |
| Wilhelmstraße          | um 1900       | 14. Nov. 1935 | → Riddershofstraße                                                  |                                          | |
| Ziegelstraße           | 26. Sep. 1921 | 2. Mai 1924   | → Dieckschenbroich                                                  |                                          | Die Ziegelstraße wurde 1924 zur Sonnenscheinstraße, bevor sie 1937 ihren heutigen Namen erhielt. |